# Gayerova kasárna (Hradec Králové)
Gayerova kasárna, lidově „Gajerky“, původně Nová kasárna, a za druhé světové války Immelmannova kasárna, je název areálu někdejších pěchotních kasáren, resp. původně vojensky využívaného prostoru v Hradci Králové mezi ulicemi Československé armády, Opletalova, Šimkova a Divišova.
Areál je součástí městské památkové zóny Hradec Králové.
Ve 20. letech 20. století v areálu sídlilo ředitelství státních drah. V 90. letech 20. století byly provedeny stavební úpravy v souvislosti se změnou využití celého prostoru Gayerových kasáren jako městského střediska obchodu a služeb, tržnice a později parkoviště. Od roku 1992 severovýchodní budovu využívá Muzeum východních Čech a pro jeho přírodovědné sbírky se do roku 2026 rekonstruuje i severozápadní budova.

## Název
Na dobových pohlednicích z přelomu 19. a 20. století je u areálu popisek „Neue Kaserne“, tedy Nová kasárna. Tento název je však v současnosti (2022) používán pro jiná kasárna.
Kasárna jsou pojmenována po Janu Gayerovi, který v bitvě u Lipjag 4. června 1918 jako zatímní velitel 4. československého střeleckého pluku vedl celý pluk do útoku. Za druhé světové války se jednalo o Immelmannova kasárna, pojmenována po německém letci Maxi Immelmannovi. Po roce 2020 se pro západní část areálu začal používat název Vrbenského kasárna, který byl od 50. let 20. století používán pro celý areál.

## Historie

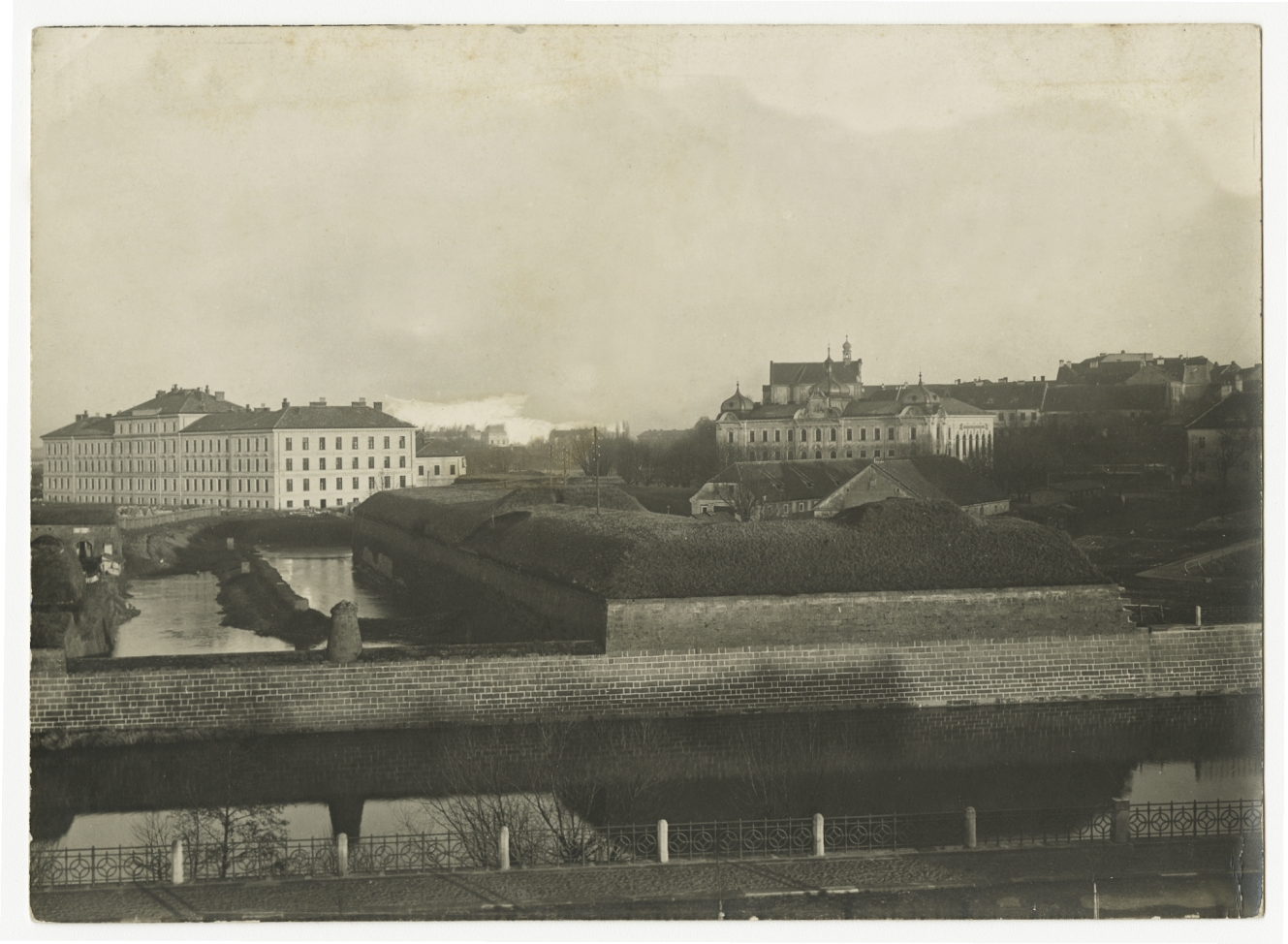
Gayerova kasárna (vlevo) na konci 19. století, ještě s barokním opevněním města. Vpravo budova Adalbertina

Areál Gayerových kasáren je výsledkem stavebního vývoje v 18. až 21. století.

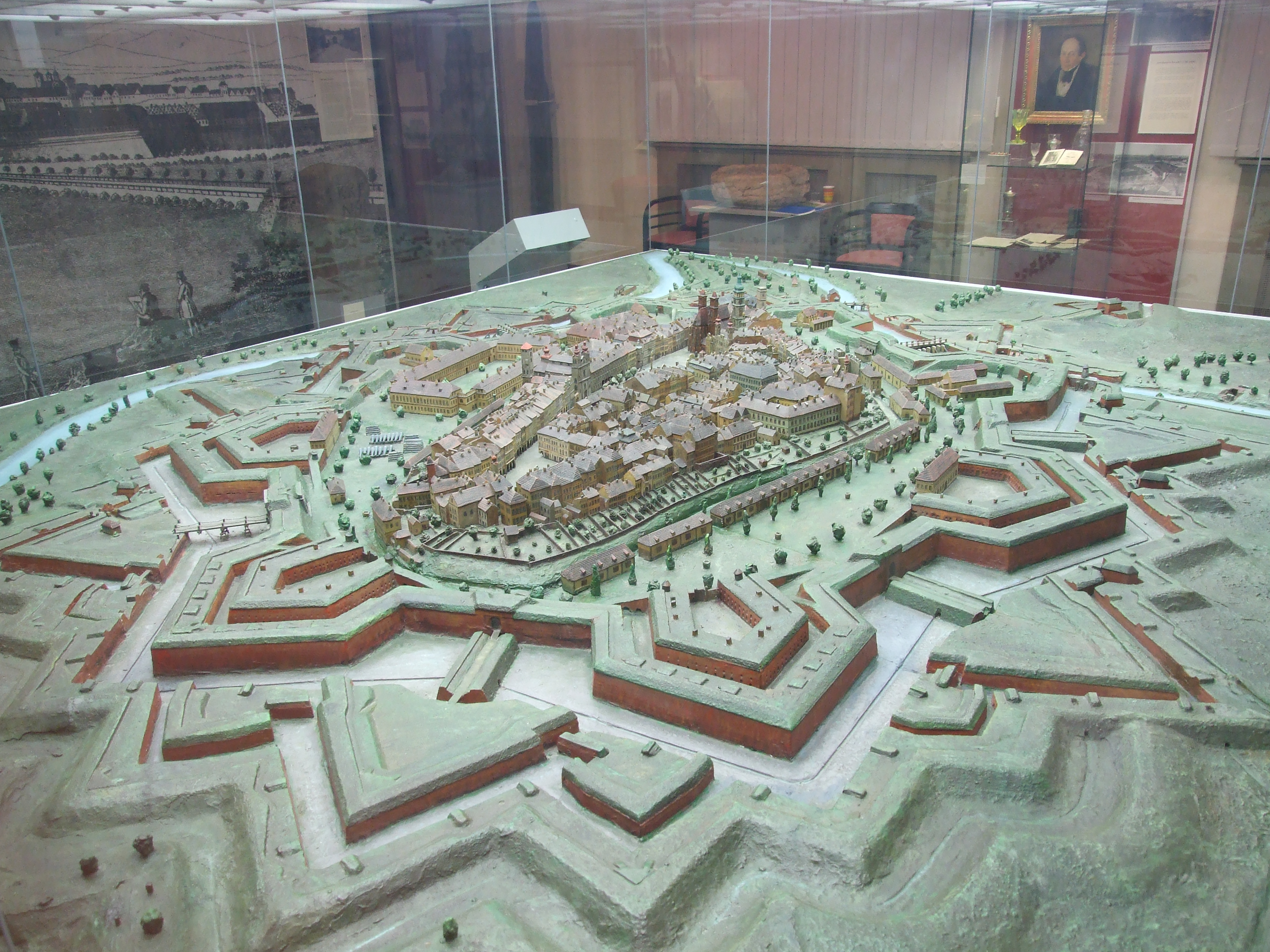
Model bastionové pevnosti ze sbírek Muzea východních Čech

### Bastion a kavalír královéhradecké pevnosti

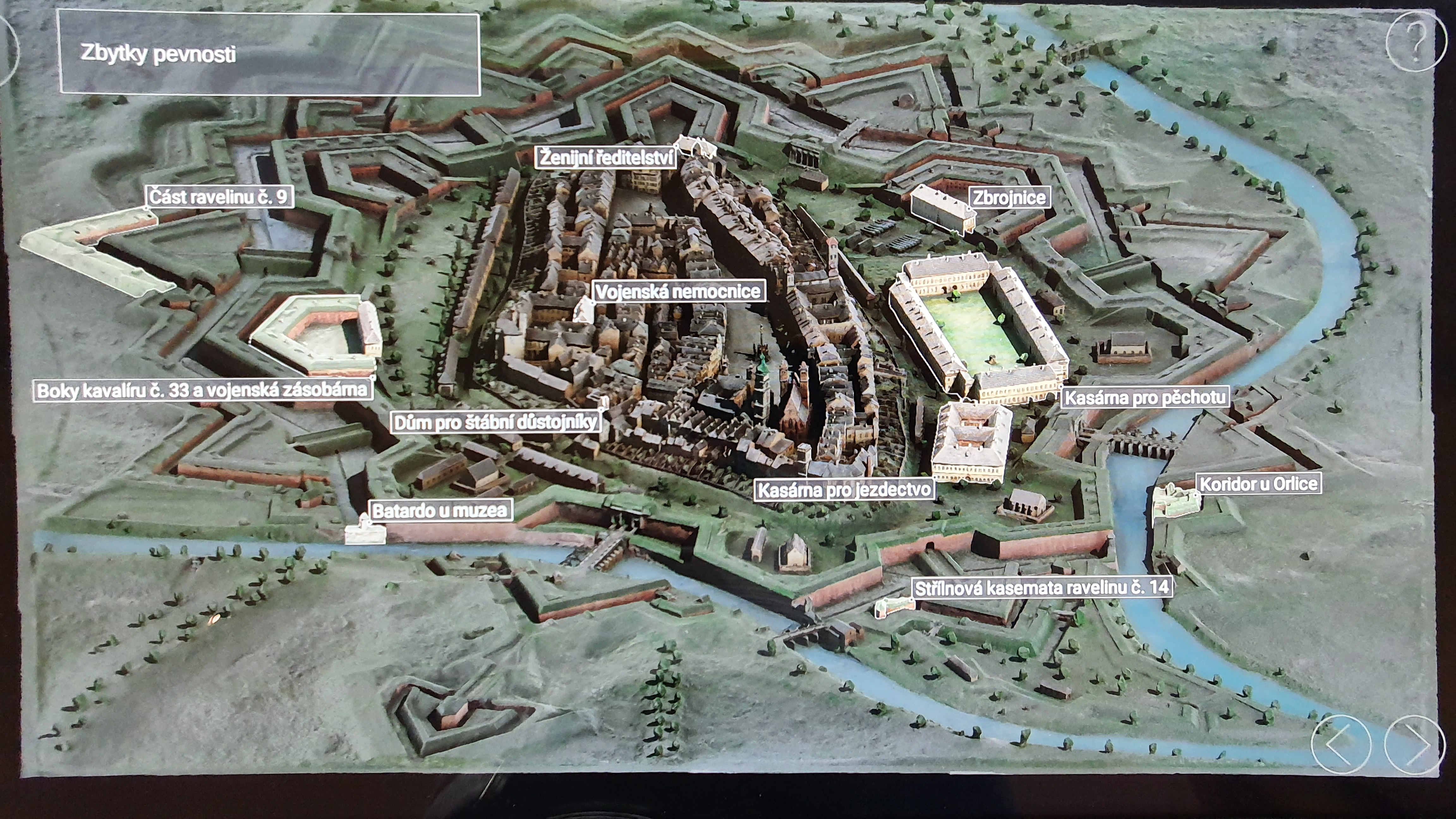
Gayerova kasárna vyrostla v prostoru bastionu a kavalíru 33 se zásobárnou

V roce 1776 začala rakouská armáda budovat v Hradci Králové bastionovou pevnost, která měla na konci 18. století stejně jako nedaleký Josefov bránit vpádu Prusů ze Slezska. Pevnost byla rekonstruována mezi léty 1780–1790 podle projektu Nicolase Kleindorfa, pozdějšího prvního velitele pevnosti Ples (později přejmenovaná na Josefov), a Václava Hirchenhahna z Hahnensteina.
Mezi lety 1766 a 1778 tak v prostoru pozdějších kasáren o pětiúhelníkovém půdorysu v rámci výstavby hradecké pevnosti vznikl pětiúhelníkový bastion (fortifikační číslo VIII), na jehož dvoře byl ve druhé etapě výstavby v letech 1779-1790 vystavěn rovněž pětiúhelníkový kavalír (fortifikační číslo XXXIII), tj. hradební kasematní přízemní budova. Kavalír byl lokalizován do týlové partie bastionu VIII, a to na místě zahrady velitele pevnosti. Kavalír byl součástí opevnění hlavního valu pevnosti.
V otevřené zadní části kavalíru byly umístěny zásobárna (skladiště, zejména mouky) a v patrové budově byty pekařů (dnes čp. 216). V jižní části obou křídel při dnešní třídě Československé armády se nacházely pece na pečení chleba. Před špicí bastionu probíhal příkop – v trase dnešní Šimkovy ulice. V týlové části bastionu (tzv. kontreskarpa) byla připravena příruční muniční skladiště.

### Vznik kasáren

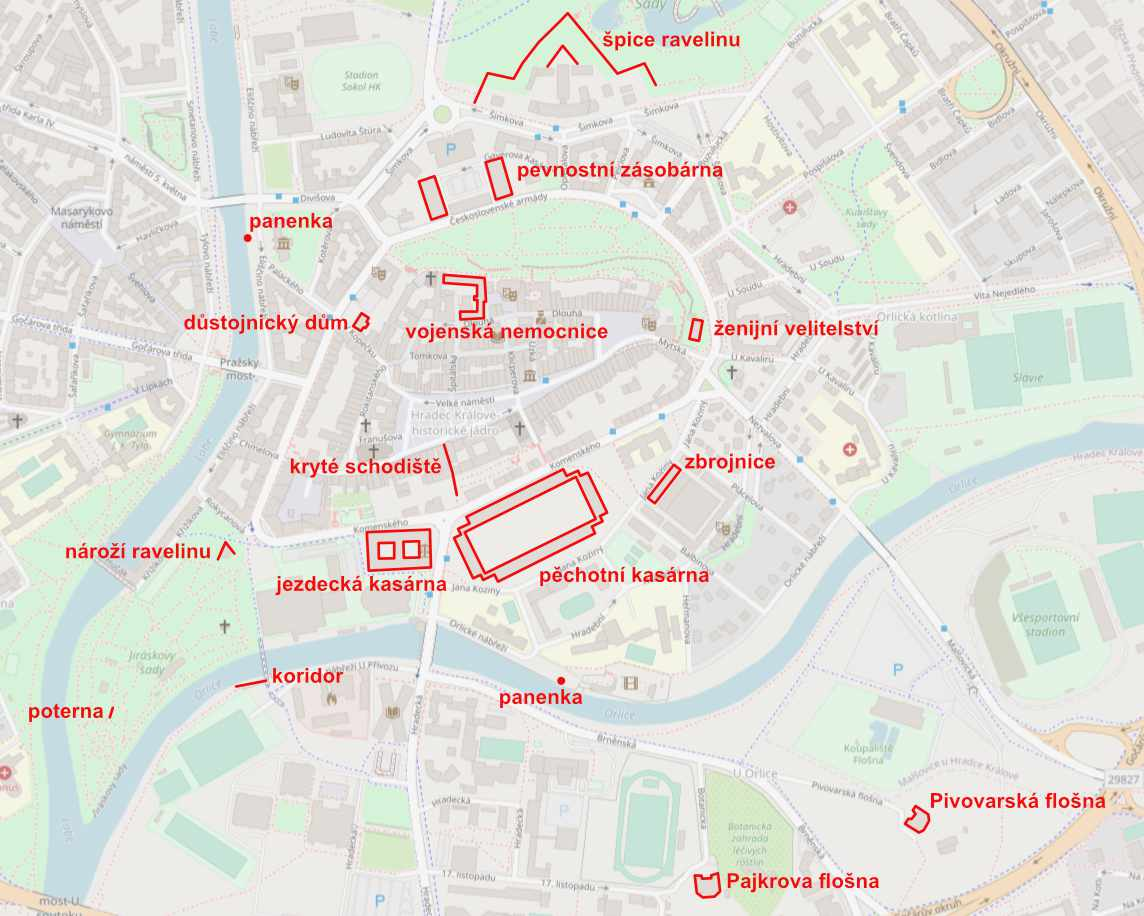
Dochované části barokního opevnění v Hradci Králové, z areálu Gayerových kasáren pevnostní zásobárna

Hradecká pevnost byla zrušena císařským výnosem ze dne 18. dubna 1884 a v návaznosti na to došlo k zásadním úpravám prostoru. Hned v roce 1884 započala druhá stavební etapa prostoru tedy, kdy bylo opevnění rozebráno, příkop zasypán a bourány byly i dosavadních pevnostní objekty. Dochovaná smlouva města s vojenským erárem (1893) uvádí cíl pevnostní stavby zbourat do 20 let. Z pevnostních staveb zůstala budova zásobárny a boky kavalíru, adaptované na kůlny a skladiště.
Prostor bastionu a kavalíru byl přestavěn na kasárna. Při bocích bývalého bastionu byly v letech 1897 až 1898 vybudovány zejména dvě nové velké a prakticky identické trojkřídlé novorenesanční kasárenské budovy, dnes čp. 333 a 334.
Původně skladovací a zásobovací objekty byly mnohokrát přestavovány. Líce byly při výstavbě nových kasáren srovnány se zemí. V pozdějším období byl odstraněn hliněný kryt, okna byla zvětšena, vznikla velká vrata, budova dostala omítko na místo původní režné fasády. Budovy tak zcela ztratily pevnostní charakter. Původně ubytovací objekt začal sloužit jako velitelská budova. Objekty se staly součástí kasáren.

### Kasárna jako sídlopěšího pluku č. 18

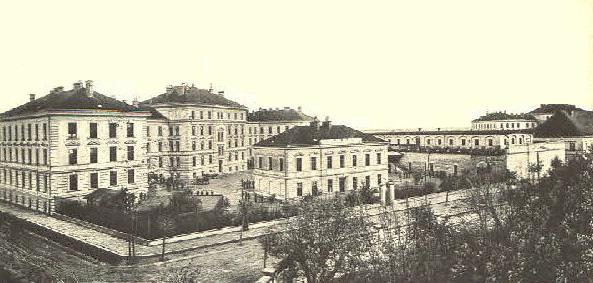
Dobový záběr na areál kasáren

Kasárna sloužila jako sídlo pěšího pluku č. 18.

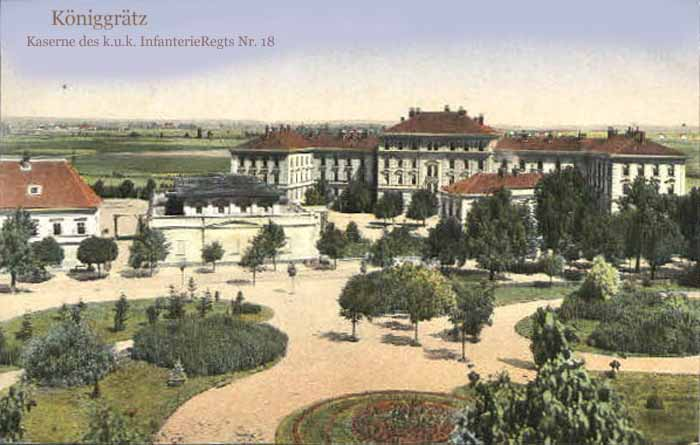
Pohled na kasárna v době, kdy v nich sídlil pěší pluk č. 18

Pěší pluk byl založen císařem Leopoldem I. v roce 1682 před Velkou tureckou válkou. Číselné označení získal pluk v roce 1769, a to na základě významu majitelů v říšské hierarchii. O něco později došlo k přidělení stálého doplňovacího obvodu. Tomuto vojenskému útvaru nejprve přináležel Boleslavský kraj. Hradecký kraj byl spojen s pěším plukem č. 57 a sídlil v Rychnově nad Kněžnou. Pěší pluk č. 18 je spjat s Hradeckým krajem od roku 1830, kdy vzniklo i velitelství v Hradci Králové. Členové tohoto hradeckého vojenského tělesa se účastnili mnoha evropských bojů: revoluce v Uhrách a Itálii (1848 a 1849), války v Itálii s bitvou u Solferina (1859), prusko-rakouská válka na území vlastního okresu (1866) a první světová válka (1914 až 1918).

### Kasárna za první republiky a protektorátu
Pro československé vojenské tradice I. odboje, meziválečné éry a II. odboje je z hlediska Gayerových kasáren klíčový 4. střelecký pluk „Prokopa Velikého“, jehož prozatímním velitelem byl bratr poručík Jan Gayer a v jehož velení také v bitvě u Lipjag padl. V rámci procesu unifikace s ním byl sloučen 18. pěší pluk Domácího vojska (ex-c.k. armády), který sídlil v Gayerových kasárnách. Nová jednotka se svým vznikem 30. 9. 1920 převzala číslování a čestný název střeleckého pluku – Pěší pluk 4 „Prokopa Velikého“ a dále sídlila v Gayerových kasárnách.
Velitelství pluku sídlilo ve Velitelské budově 4. pěší divize – bývalé jezuitské koleji na Velkém náměstí, posléze ve Starých kasárnách (Vodních) naproti Zimnímu stadionu. V Gayerových kasárnách sídlily vybrané útvary pluku:
- I. pěší prapor (v září 1936 převelen do obecních budov v Dobrušce v souvislosti s přepracováním mechanismu zaujetí krytu hranic),
- II. pěší prapor (do ledna 1921 v Berehovu, převelen po stabilizaci bezpečnostních poměrů na Podkarpatské Rusi a také z důvodu ubytovacích kapacit – v Berehovu byl pouze barákový tábor).

III. pěší prapor sídlil od ledna 1921 do listopadu téhož roku v barákovém táboře v Pardubicích, následně v Josefově a od října 1933 v Hradci Králové v tzv. Jezdeckých kasárnách (dnešní budova soudu u Zimního stadionu). Ve Starých kasárnách byla umístěna hospodářská správa pluku, technická správa pluku, pomocná rota pluku a plukovní hudba. V Gayerových kasárnách kromě I. a II. pěšího praporu sídlila od října 1935 v rámci pluku zřízená Rota doprovodných zbraní a od ledna 1938 Rota velkých kulometů proti letadlům.
V období Protektorátu Čechy a Morava sídlil v Gayerových kasárnách 6. prapor Vládního vojska.
V roce 1920 se díky tehdejšímu starostovi Ulrichovi do Hradce Králové přestěhovalo Ředitelství státních drah, které dostalo od města prozatímně k dispozici upravenou část kasáren. Prostory však nedostačovaly, a tak byla v letech 1928 až 1932 vybudovaná nová velká administrativní budova podle návrhu architekta Josefa Gočára.

### Areál v 2. polovině 20. století
Ve 20. století došlo ke stavbě budov technického zázemí na st. p. č. 1766, 1767, 1947.
Na konci 60. let se v areálu kasáren v územních plánech počítalo s divadelní budovou. Nerealizovaný návrh v roce 1968 vytvořili Miroslav Řepa a František Rozhon. Nový komplex divadla, rozhlasového a nahrávacího studia zabíral většinu plochy pětiúhelníku (někdejšího bastionu), takže by nové výstavbě musela ustoupit veškerá zástavba v areálu kasáren. Se stavbou se počítalo ještě v polovině 80. let 20. století.
Část vojenských budov kasáren byla v roce 1990 bezplatně převedeny do majetku města. Za následující tři roky do areálu nový majitel investoval přes 27 mil. Kč. Využívány byly podnikateli a trhovci dostali k dispozici přístřešky na centrálním prostranství. Vznikla zde i anglická restaurace ve viktoriánském stylu.
V roce 1994 se v areálu Gayerových kasáren konaly Pivní slavnosti ke 150. výročí založení místního pivovaru.
V druhé polovině 20. století vznikla v areálu mezi oběma historickými budovami kasáren stavba vojenské jídelny, která svého času sloužila mj. potřebám veterinární kliniky či místních technických služeb.

## Areál na počátku 21. století

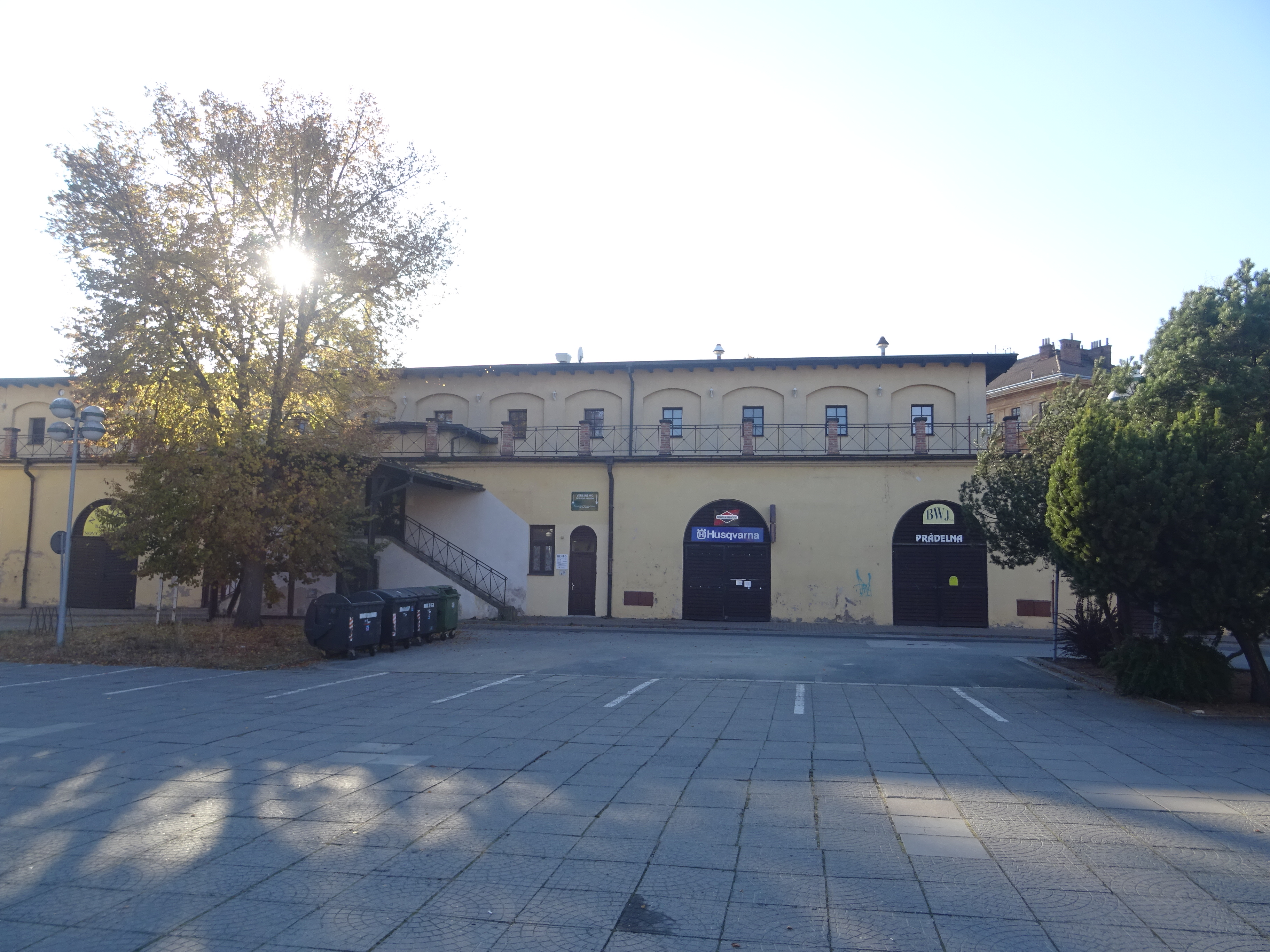
Někdejší boční kasematové prostory kavalíru XXXIII, stav 2021

Celý areál obsahuje v základu pět historických budov. Nejstarší z nich je někdejší pevnostní budova fortny (č.p. 216), která vznikla v závěru 18. století v rámci tehdejší pevnosti. Po stranách obklopují dvůr dvě budovy vycházejících ze zbytků (boků) pevnostního kavalíru. Boční kasematové prostory kavalíru XXXIII, který posiloval obranu v bastionu VIII, jsou jedinými pozůstatky bastionu z celé královéhradecké pevnosti. Obdobné kavalíry jsou dochovány v terezínské pevnosti. Původní podobu dokumentují plány, které byly překreslené kvůli vyúčtování bouracích prací. Jsou v rámci hradecké pevnosti jediné.
Areálu vévodí dvě mohutné budovy kasáren, které vznikly pro armádní účely v letech 1897–98. Pro odlišení bývají označovány jako Gayerova kasárna (č.p. 334) a Vrbenského kasárna (č.p. 333). Otázka pojmenování objektů však není dokončena a stále se řeší.
Od roku 2006 sídlí v areálu Sportovní škola boxu.

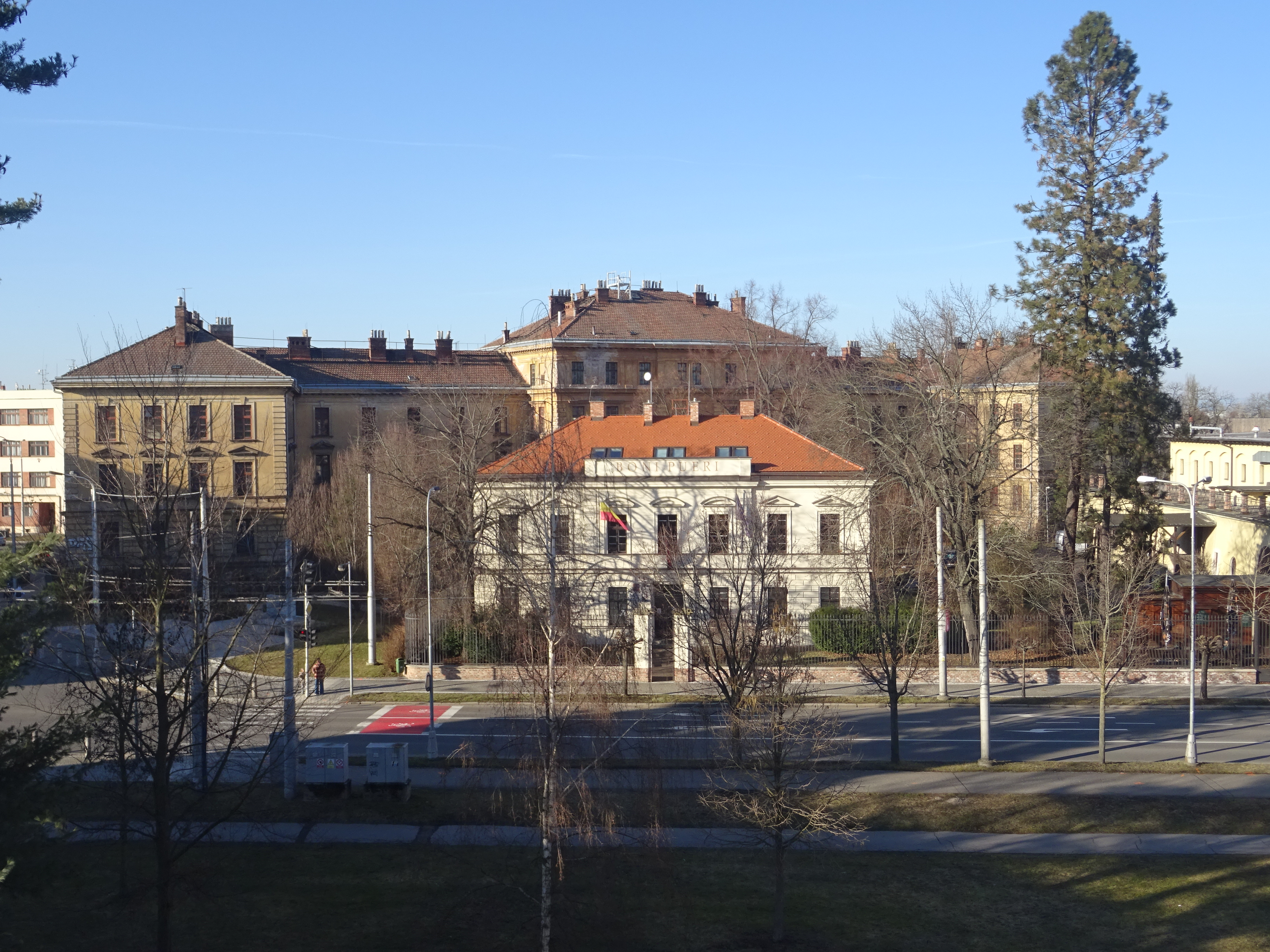
Západní část areálu s č.p. 333 (tzv. Vrbenského kasárna) a 332 (budova Boni pueri), stav 2022

V souvislosti s výstavbou parkovacího domu byl v letech 2017–2018 proveden první rozsáhlý archeologický výzkum, který zdokumentoval části špice bastionu a základová zdiva části kavalíru XXXIII. Druhý archeologický průzkum byl proveden v letech 2019–2020 v rámci rekonstrukce budovy Muzea východních Čech a jeho nové vstupní přístavby.
Oplocení kasáren je původní z let 1897-1898, skládá se z podezdívky a litinových tyčí.
Památkově chráněny jsou původní zbytky areálu kavalíru 33 v podobě západního kasematu (restaurace, služby) a východního kasematu (dopravní odbor magistrátu, prodejna knih, obchody).

## Budoucnost
Díky investici města Hradce Králové se plánuje úprava celého okolí budov a veřejného prostoru včetně centrálního náměstí.
Na rekonstrukci budovy Gayerových kasáren Muzea východních Čech (č.p. 334) má navázat rekonstrukce budovy Vrbenského kasáren (č.p. 333).

## Novorenesanční budova č.p. 334: budova Muzea východních Čech
Novorenesanční původně armádní budova pochází z let 1897–1898. Staviteli byli František Černý, Josef Falta a J. Manych. Původně se jednalo o kasárna IR 18, tedy pěšího pluku č. 18.

### Budova jako součást Muzea východních Čech

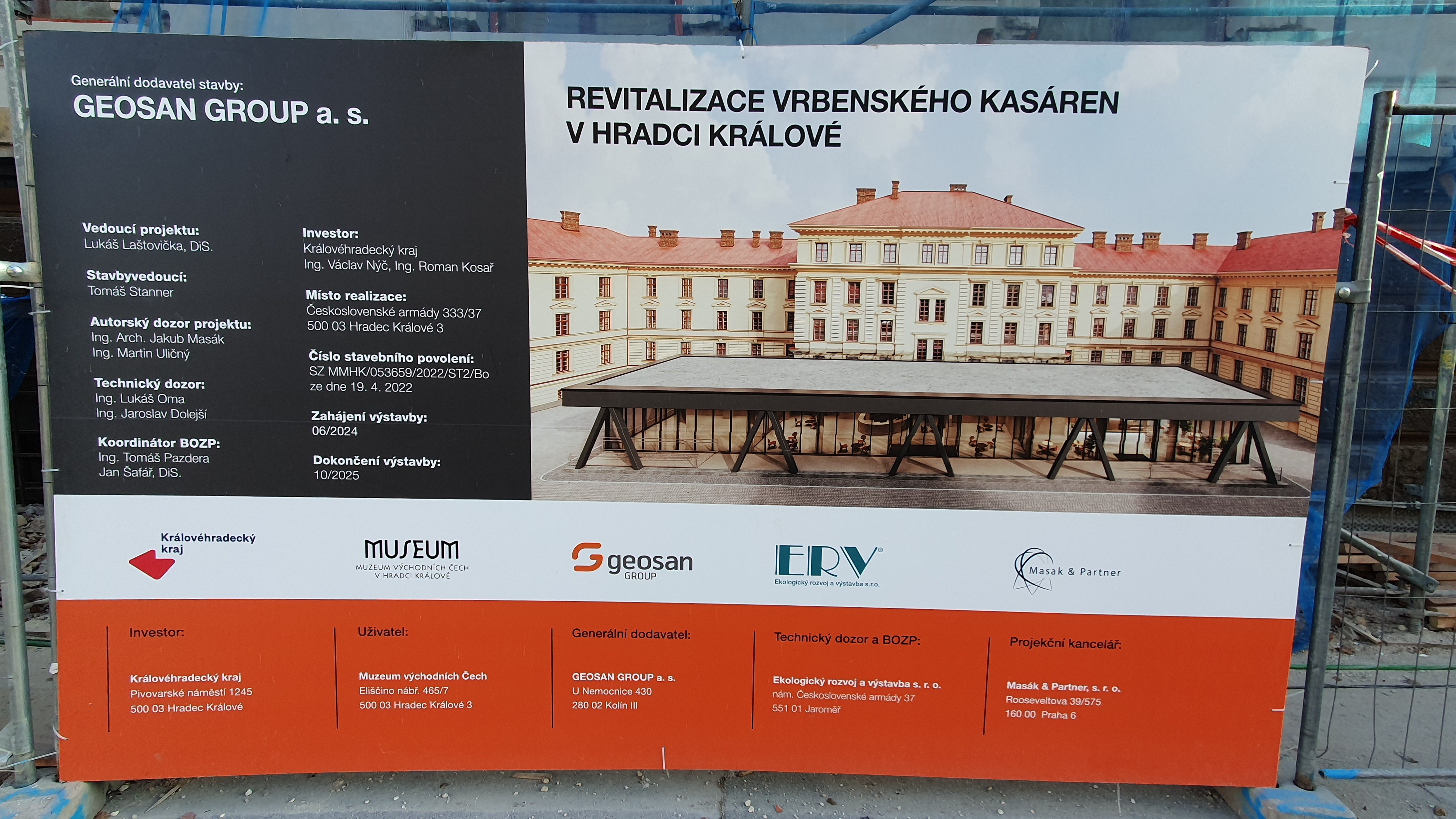
Infoplachta o rekonstrukci

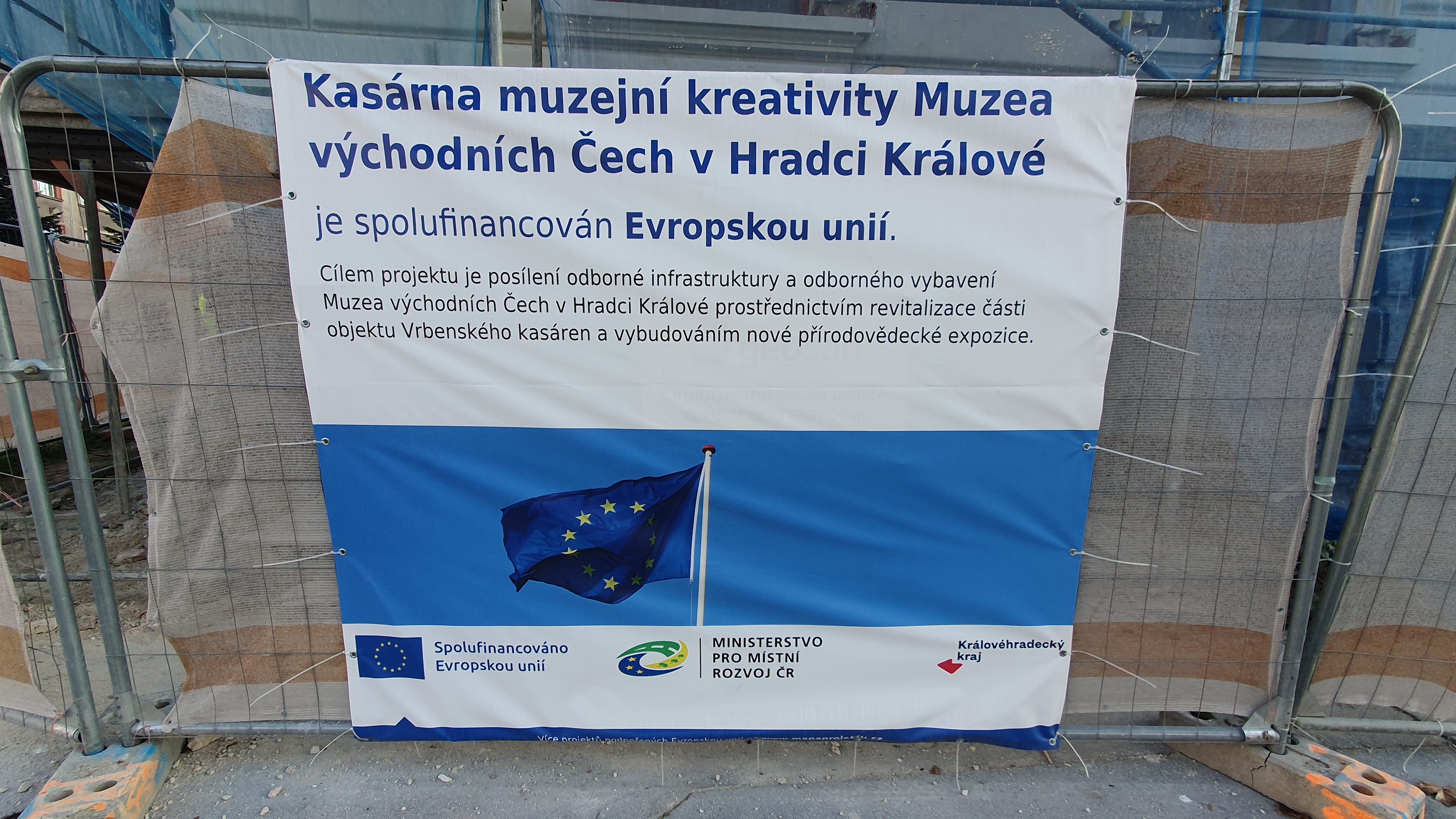
Infoplachta o rekonstrukci

Budova je v majetku Královéhradeckého kraje a spravuje ji jeho příspěvková organizace Muzeum východních Čech, kterému slouží primárně pro vědecko-výzkumné potřeby. V budově sídlí zejména odborní pracovníci muzea, konkrétně: zástupce ředitele muzea, archeologické oddělení, přírodovědecké oddělení, historické oddělení a pracoviště pro tradiční lidovou kulturu, oddělení ochrany sbírky, depozitáře a knihovna s badatelnou (stav 2025).

#### Historie

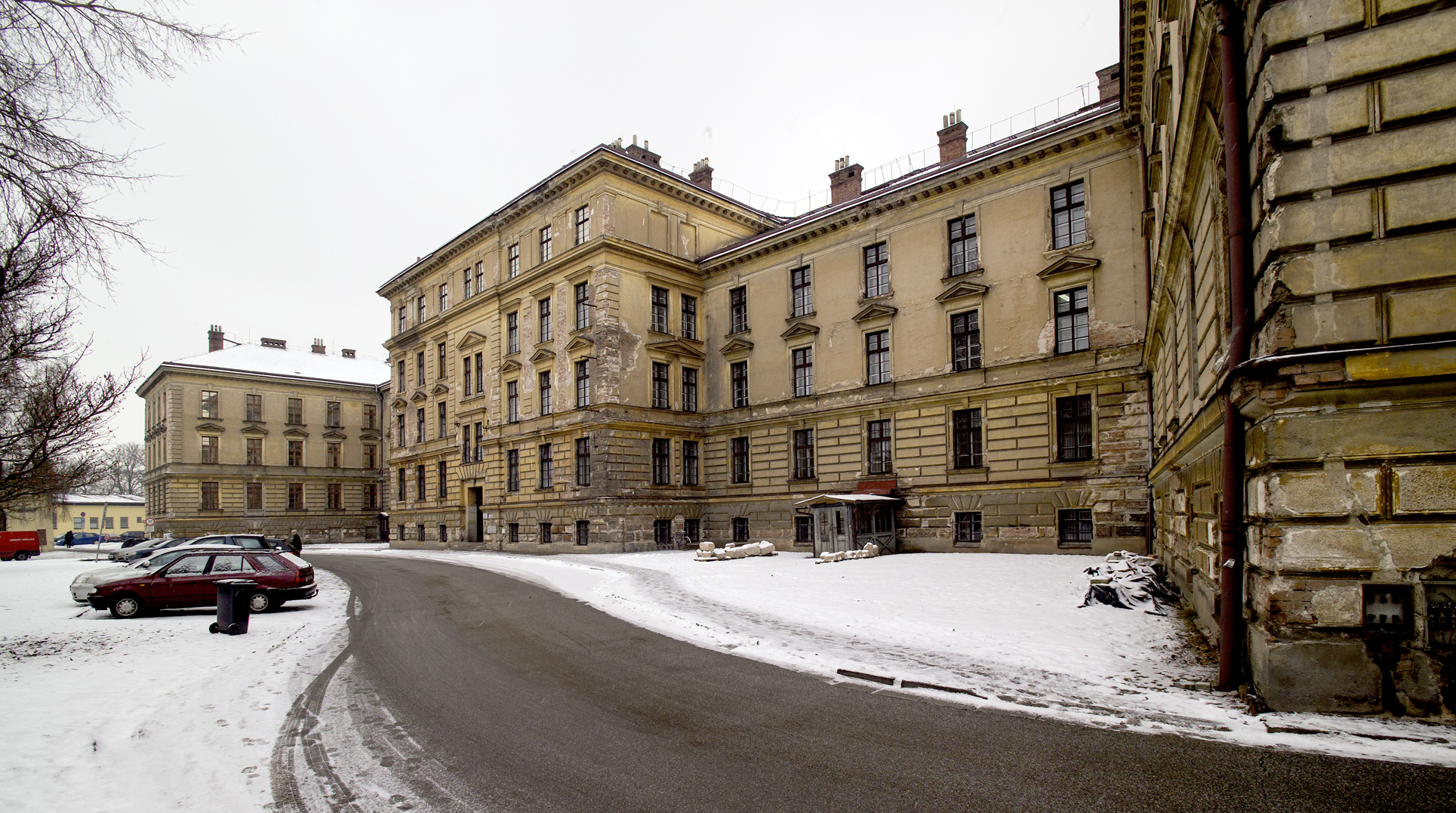
Před rekonstrukcí

Od roku 1992 budova slouží Muzeu východních Čech v Hradci Králové. Nejprve byly prostory částečně zrekonstruovány a do poloviny 90. let 20. století sem muzeum umístilo svá odborná pracoviště – přírodovědecké (v roce 1993 z budovy na Malém náměstí), historické a archeologické. Kromě vlastních depozitářů a kanceláří odborných pracovníků tu fungovalo fotopracoviště, restaurátorské a konzervátorské dílny, i servisní pracoviště.
Jednalo se o největší změnu v dějinách muzea, kdy se „neveřejné prostory“ přestěhovaly z kapacitně nedostačující historické muzejní Kotěrovy budovy a dalších provizorií do nových prostor. To umožnilo zásadně proměnit obsah expozic ve zmíněné secesní stavbě na Eliščině nábřeží i budovu zrekonstruovat.
Na jaře 2019 se vystěhovali pracovníci muzea do provizorií v jiných budovách, aby se poměrně zchátralá stavba mohla opravit. Dočasně byly odvezeny i sbírkové fondy.[6] Od října 2019 do léta 2021 byla budova v rekonstrukci.

#### Rekonstrukce budovy

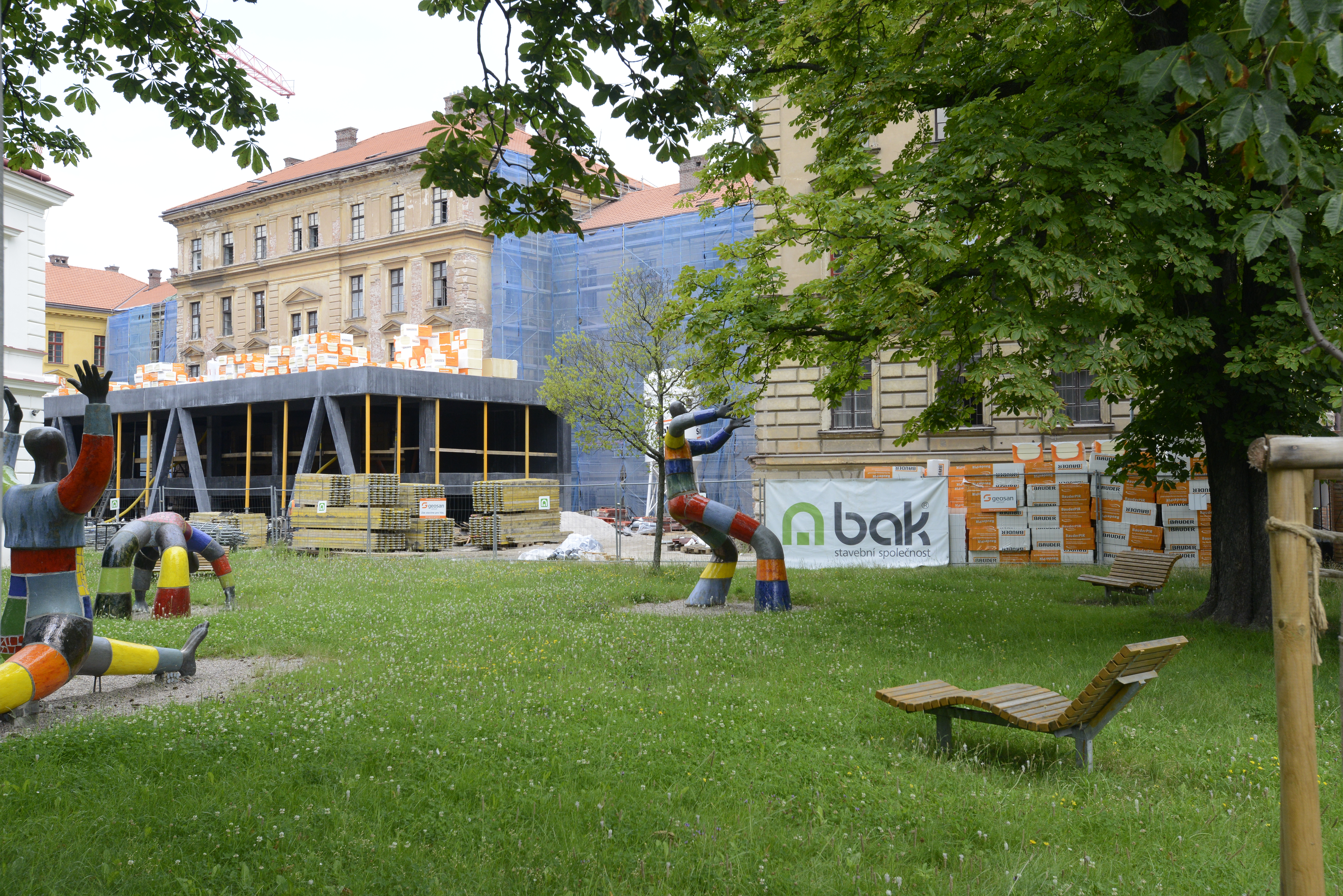
Budova a okolí během rekonstrukce, červenec 2020

Od podzimu 2019 probíhala rekonstrukce stavby, jejímž investorem byl Královéhradecký kraj, zřizovatel Muzea východních Čech. V rámci generální rekonstrukce byly obnoveny fasády a střechy tak, aby vizuálně odpovídaly stavu na konci 19. století. Muselo být opraveno či vyměněno 343 oken, 163 dveří a 32 656 kusů střešních tašek. Dále byly upraveny vnitřní prostory včetně dispozice, díky čemuž se zvýší kapacita depozitářů pro vzrůstající počet předmětů přibližně o 30 %, aby zde mohly být uloženy asi dva miliony sbírkových předmětů. Součástí akce je i depozitář určený do budoucna také pro veřejnost a restaurátorské a konzervárenské dílny, které mají sloužit i pro další muzea v kraji.

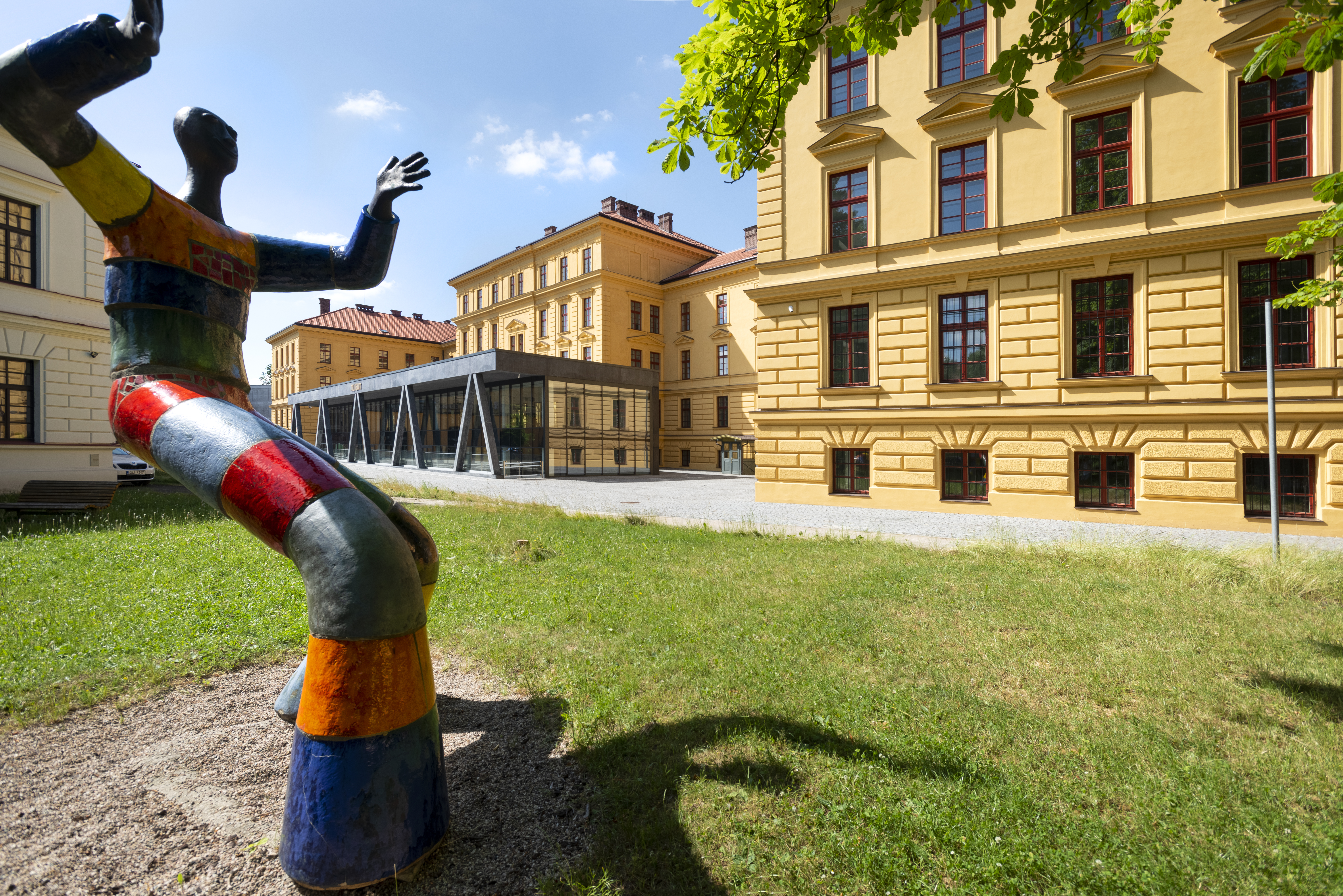
Budova a okolí po rekonstrukci, 2021

V dvoupodlažní skleněné přístavbě mají být připraveny prostory pro veřejnost: badatelny, přednášková místnost a přírodovědecká knihovna.
Při pracích se podařilo odhalit zbytky vojenského opevnění (bastionu). Do plánu se tak dostalo též zpřístupnění tohoto pevnostního valu odhaleného archeology.
Na podzim 2019 (v době začátku stavby) se počítalo s investicí ve výši 282 milionů Kč, z toho 237 milionů připadá na stavební práce a zbytek na vybavení. Počítalo se s dotací v hodnotě 211 mil. Kč z IROP. Po kolaudaci v létě 2021 bylo oznámeno, že na vybavení se počítá s investicí ve výši 57 milionů Kč.

Na začátku léta 2021 došlo k dokončení rekonstrukce budovy a její kolaudaci. Od července 2021 začalo docházet ke stěhování sbírek i zaměstnanců muzea zpět do této centrální budovy z provizorních prostor v Čelákovicích (historická sbírka), Stěžerech (přírodovědná sbírka), Rychnově nad Kněžnou, Všestarech a Hradci Králové-Pouchově (archeologické sbírky). Stěhování trvalo do července 2023.

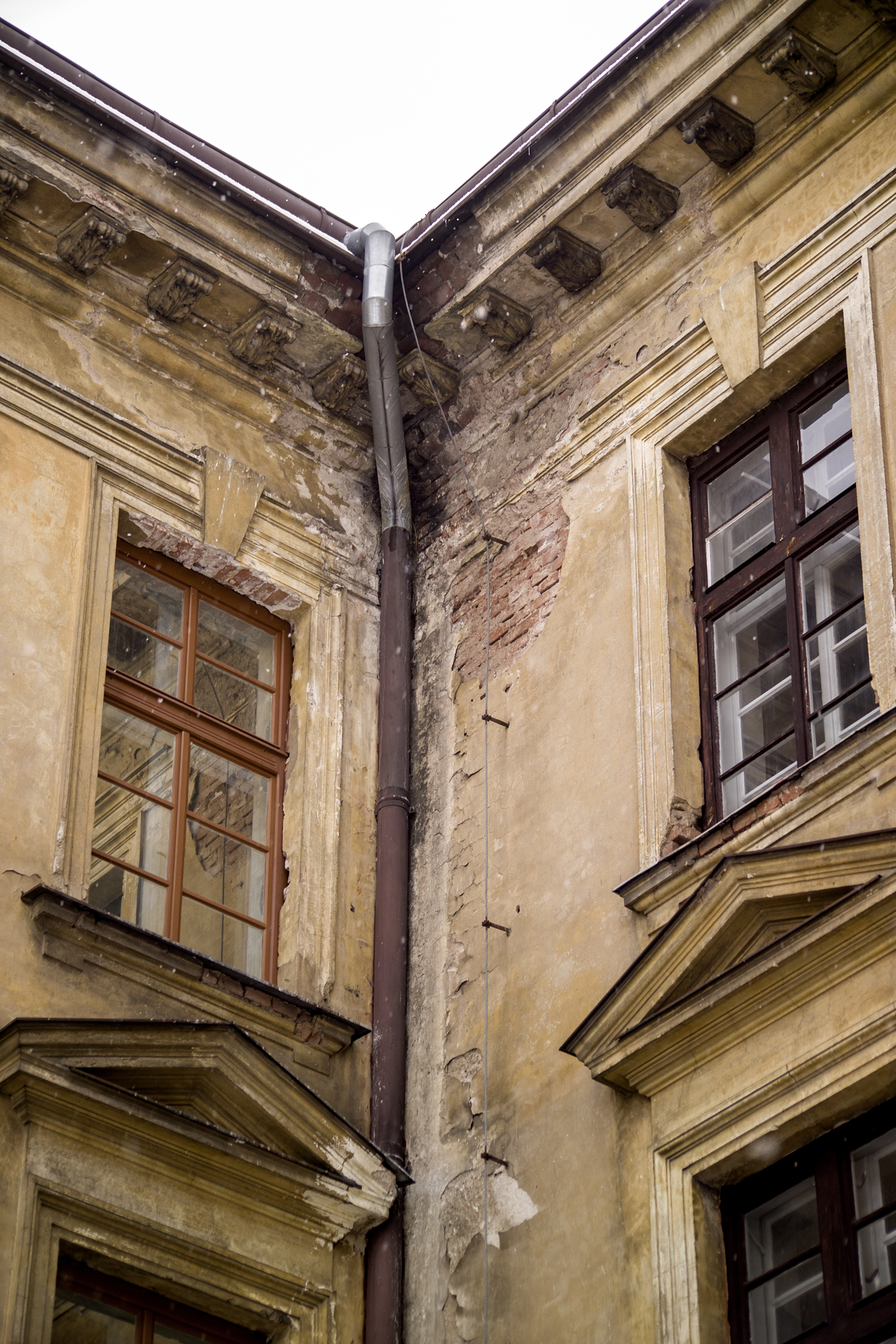
Detail dříve chátrající budovy
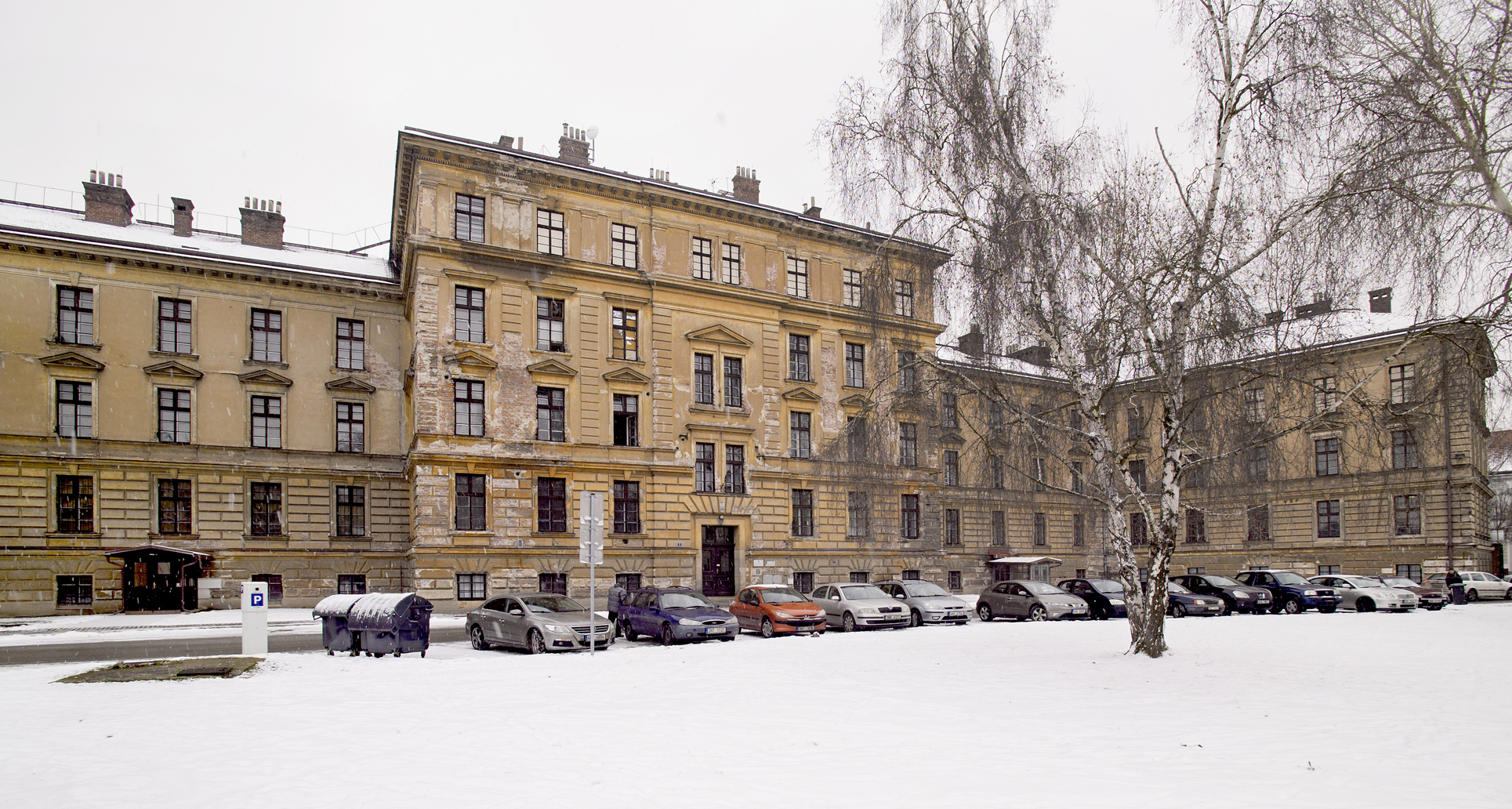
Před rekonstrukcí
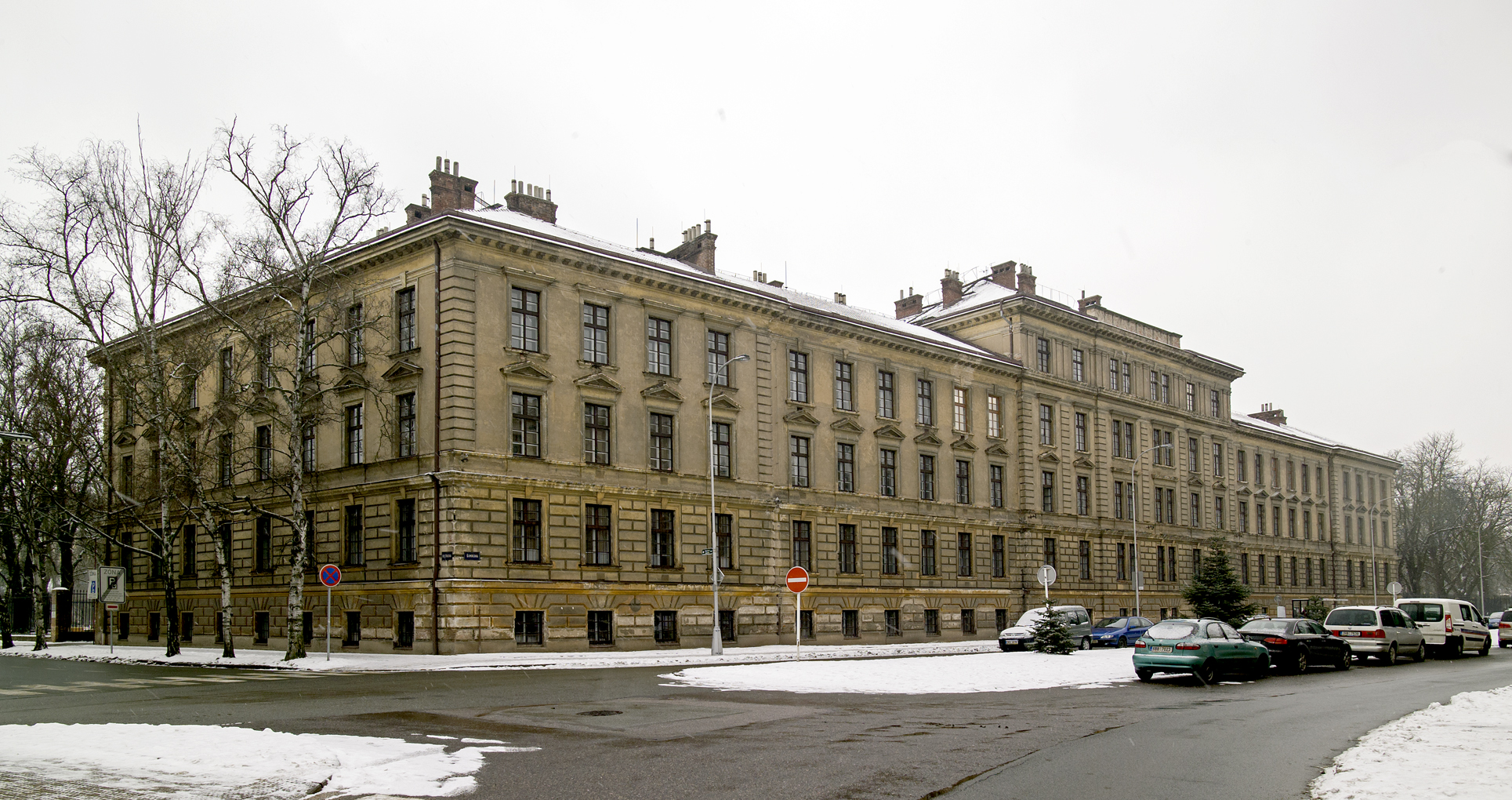
Před rekonstrukcí
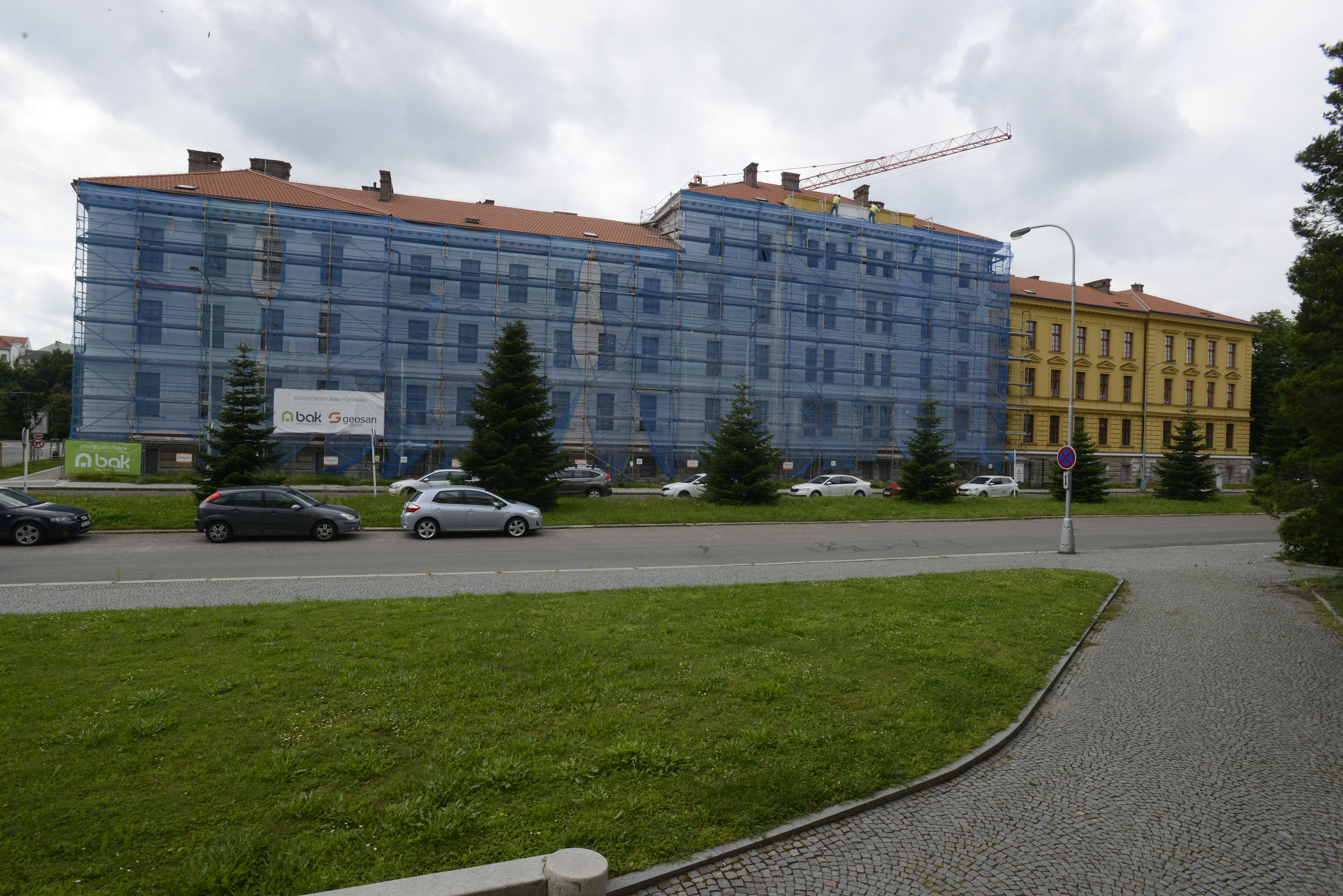
Během rekonstrukce, červenec 2020
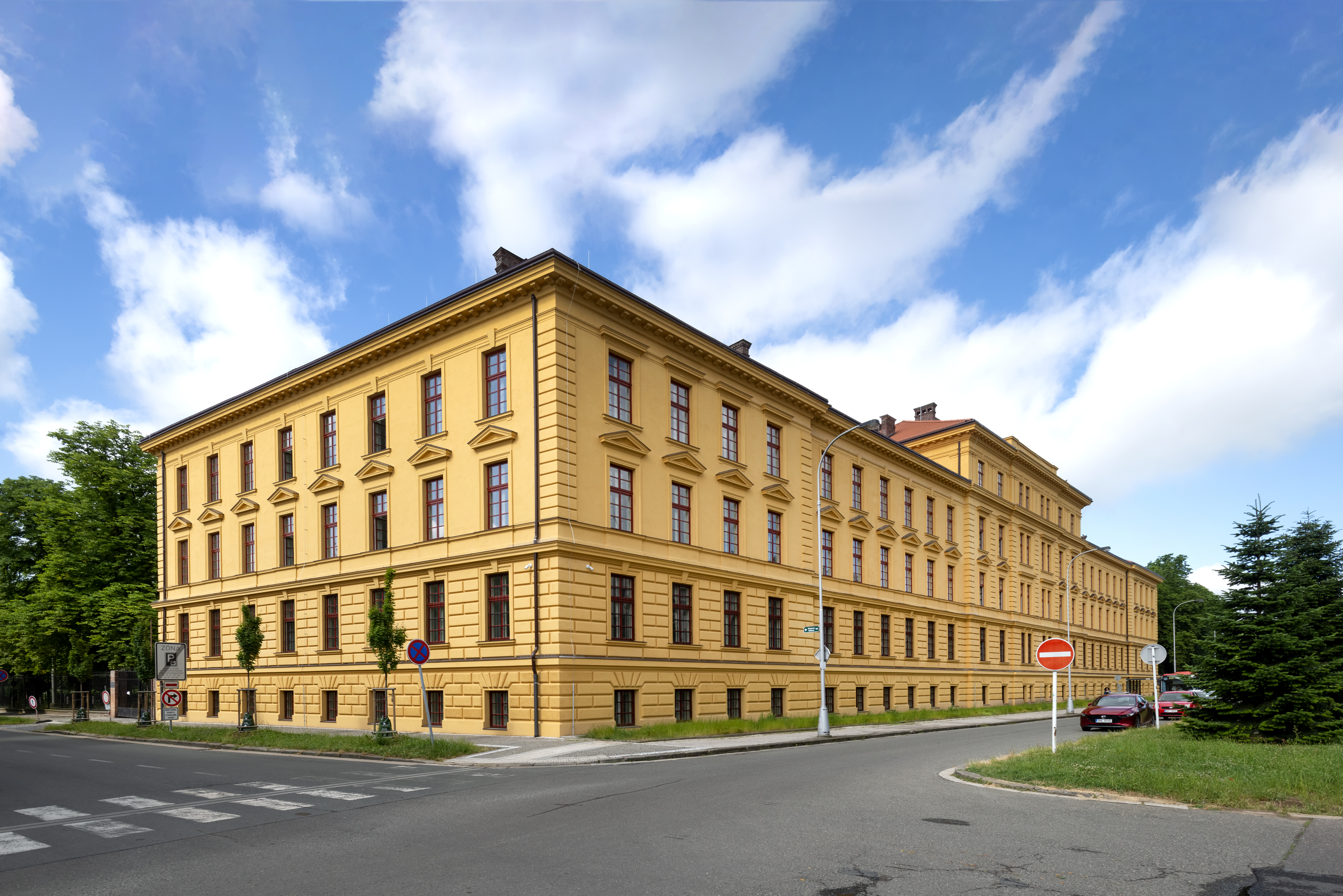
Po rekonstrukci, 2021
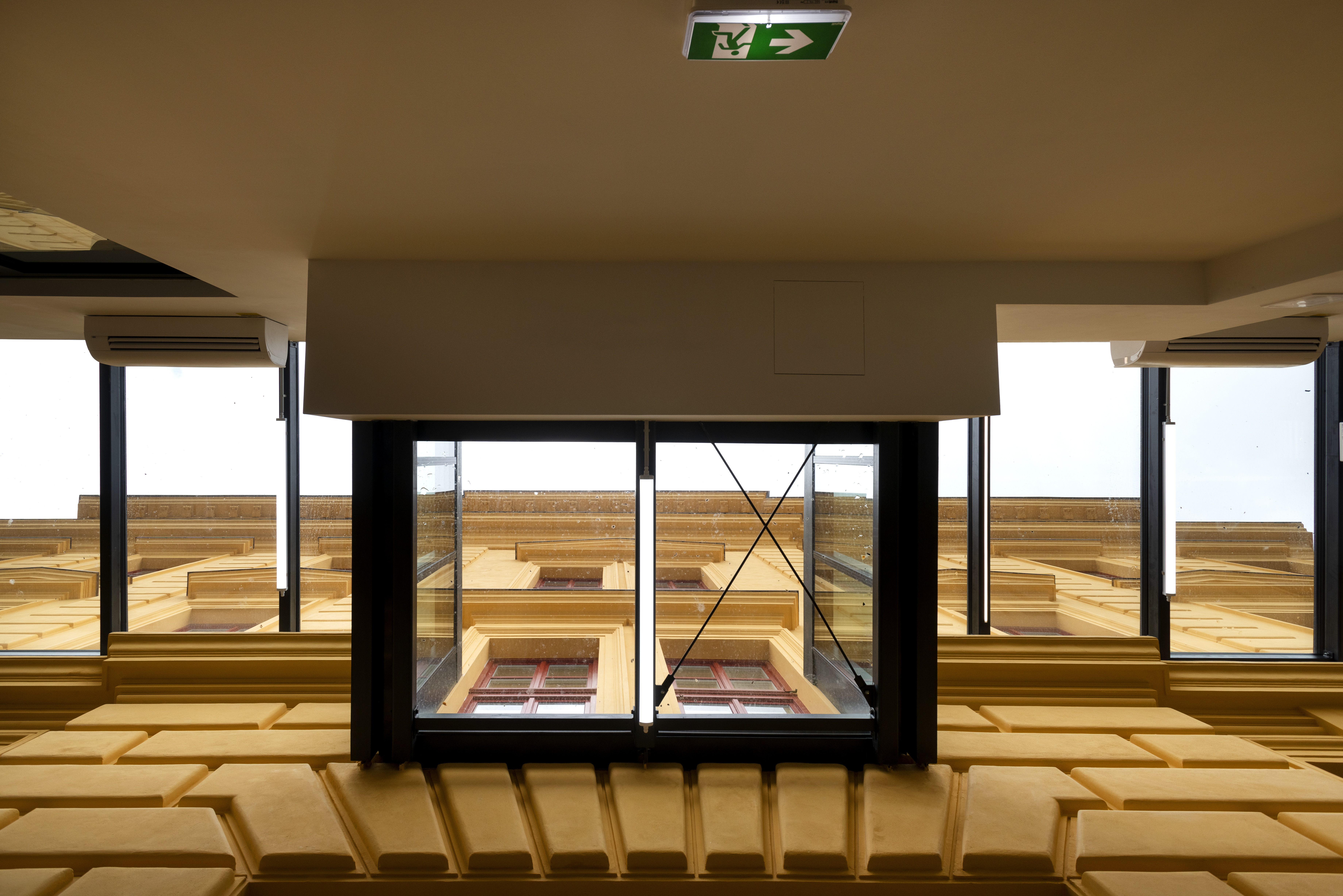
Propojení historické budovy s moderní přístavbou
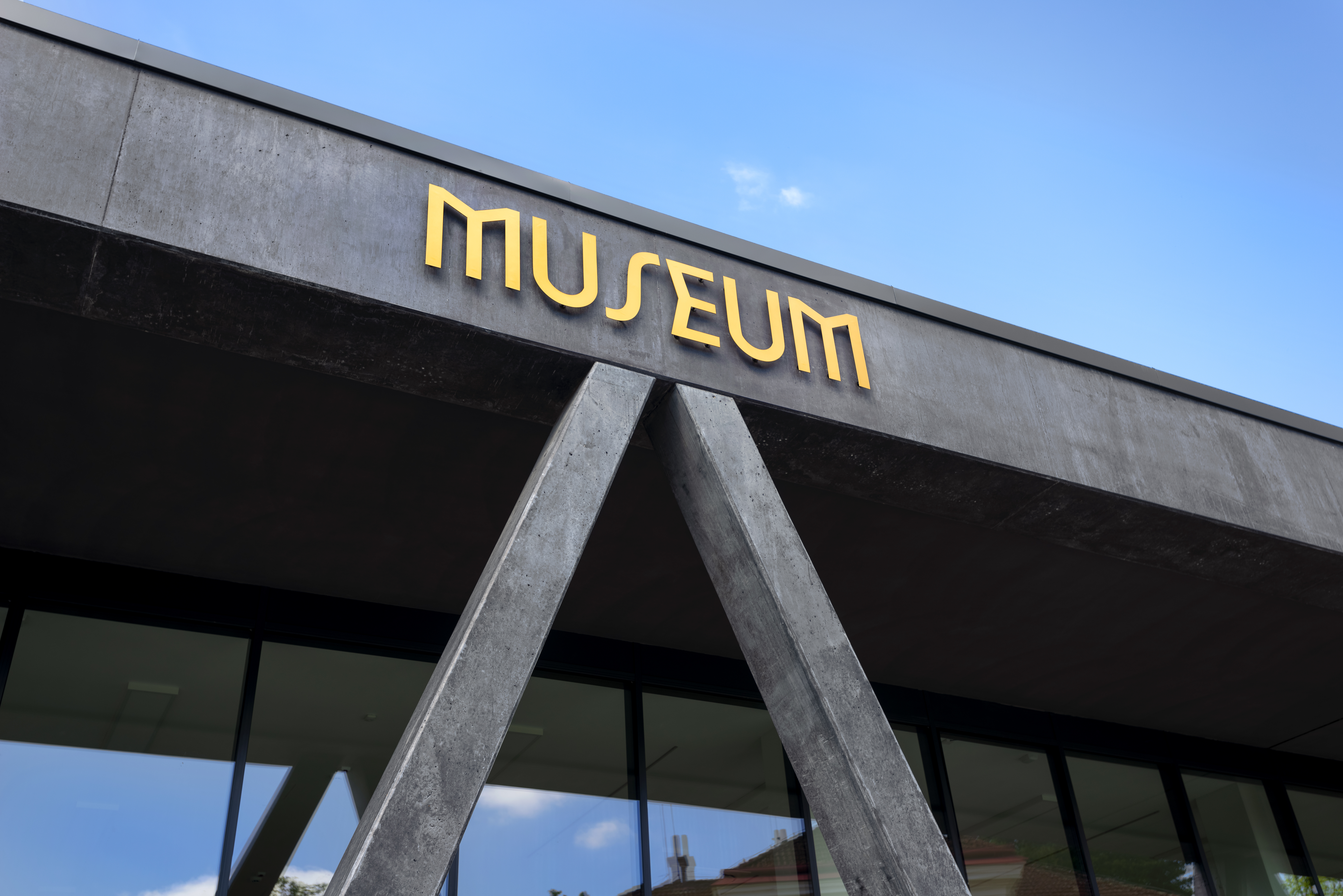
Průčelí moderní přístavy s logem muzea
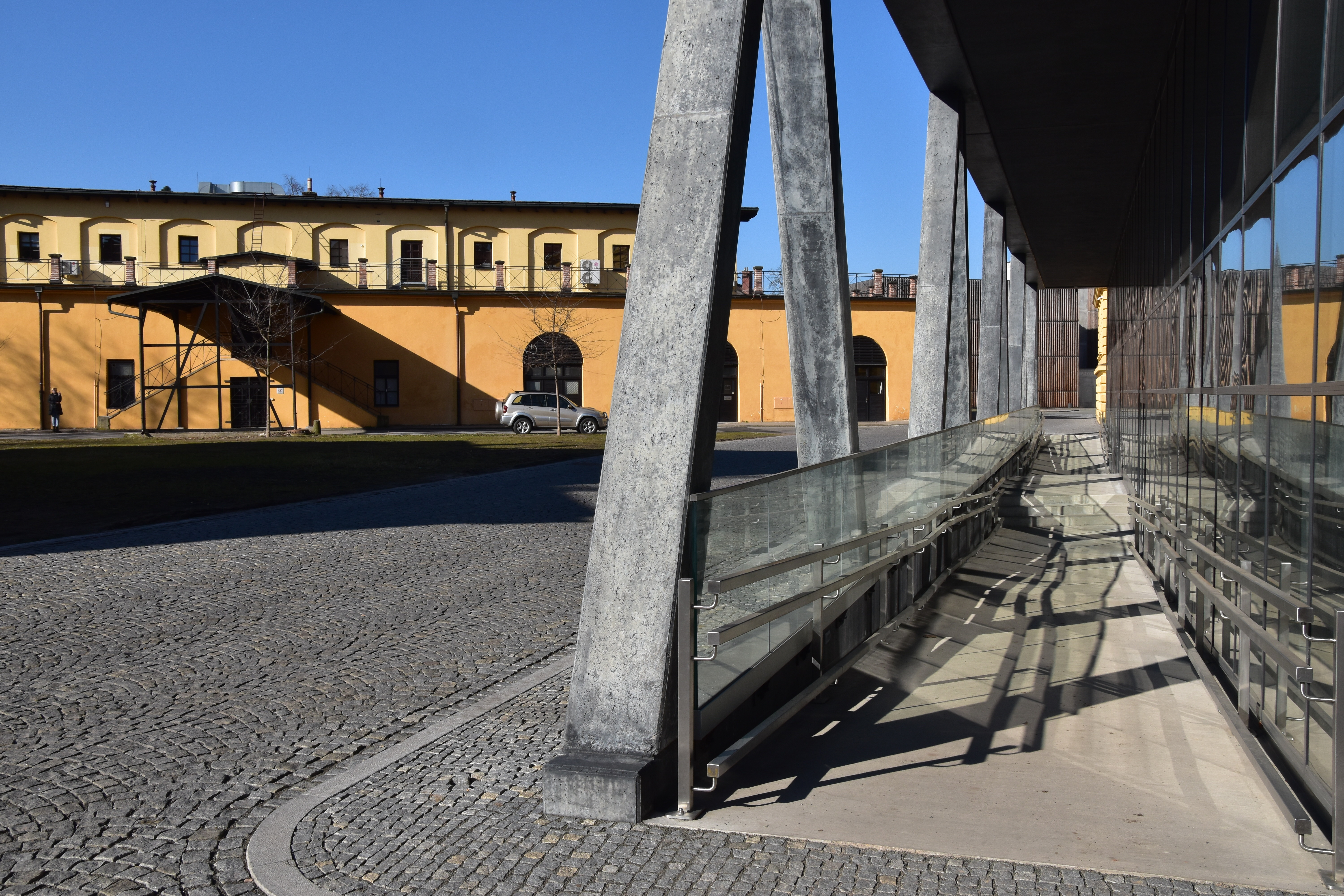
Moderní vstupní přístavba

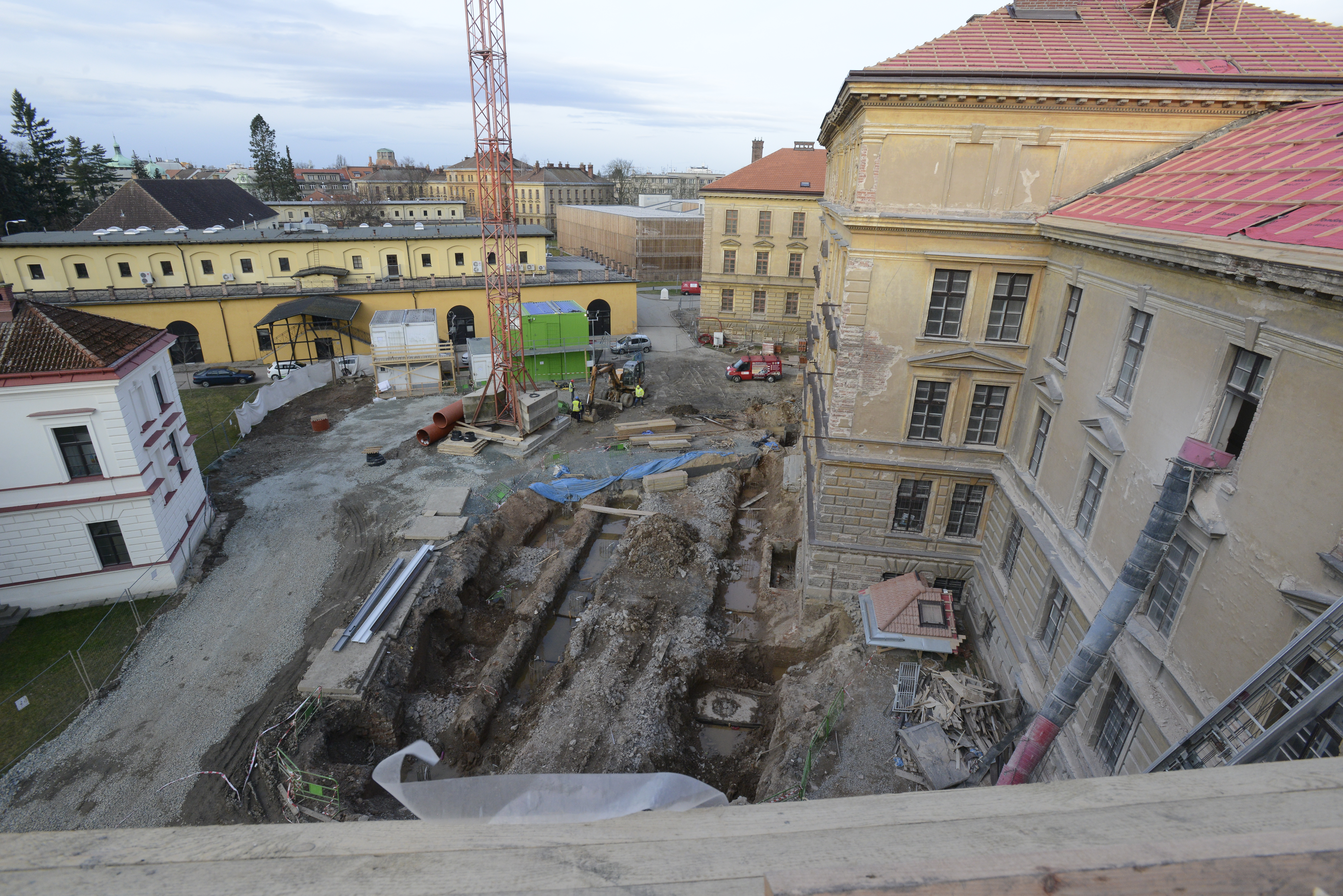
Archeologický výzkum před zahájením přístavby muzea

#### Archeologický výzkum

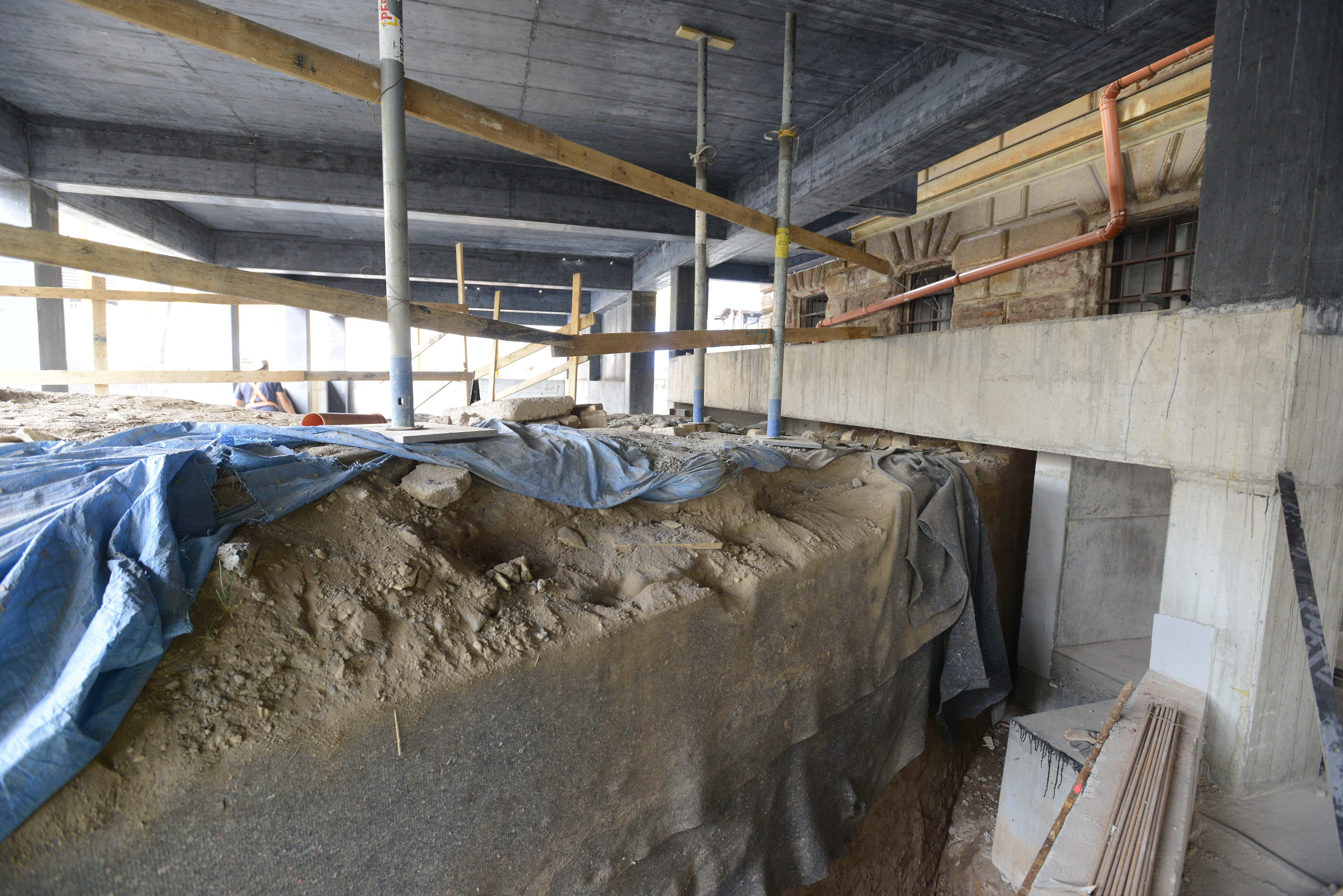
Nálezy pod moderní přístavbou

V souvislosti s rekonstrukcí budovy Muzea východních Čech v Hradci Králové byl v září 2019 započat záchranný archeologický výzkum. Ten trval do počátku roku 2020.
Výzkum začal sondáží a plošnou skrývkou travnaté plochy mezi muzejní budovou (č.p. 334) a domem hudební školy Jitro (č.p. 335). Přibližně 30 cm pod zemí byly objeveny žlábky z kamene a cihel, které sváděly do kanalizace dešťovou vodu z okapů okolních budov. Odvodňovací systém vznikl pravděpodobně na počátku 20. století a původně se nacházel na povrchu, postupně však byl překryt novějšími navážkami.
Součástí rekonstrukce budovy byla i moderní přístavba. O tomto prostoru bylo dle dostupných informací včetně sond z roku 2017 jasné, že zasahuje do míst, kde se dříve nacházely zdi bastionu hradecké pevnosti. Při zemních pracích došlo k odhalení zdiv boku bastionu a navazující části kurtiny. V místě moderní vstupní přístavby byl odkryt přibližně 6 m široký úsek pevnostní hradby, který souvisí s hlavním pevnostním valem. Konstrukce se skládala z čelní stěny směřující do příkopu a na ní kolmých pilířů zpevňujících rubovou stěnu zdiva. Pilíře byly spojeny valenou klenbou. Zděné konstrukce o šířce od 4 do 5 m byly vybudovány z cihel a částečně (hlavně uvnitř hradby) z lámaného pískovce. Obnažení boku bastionu proběhlo v rámci projektu Smart Muzeum.

## Novorenesanční budova č.p. 333: Vrbenského kasárna

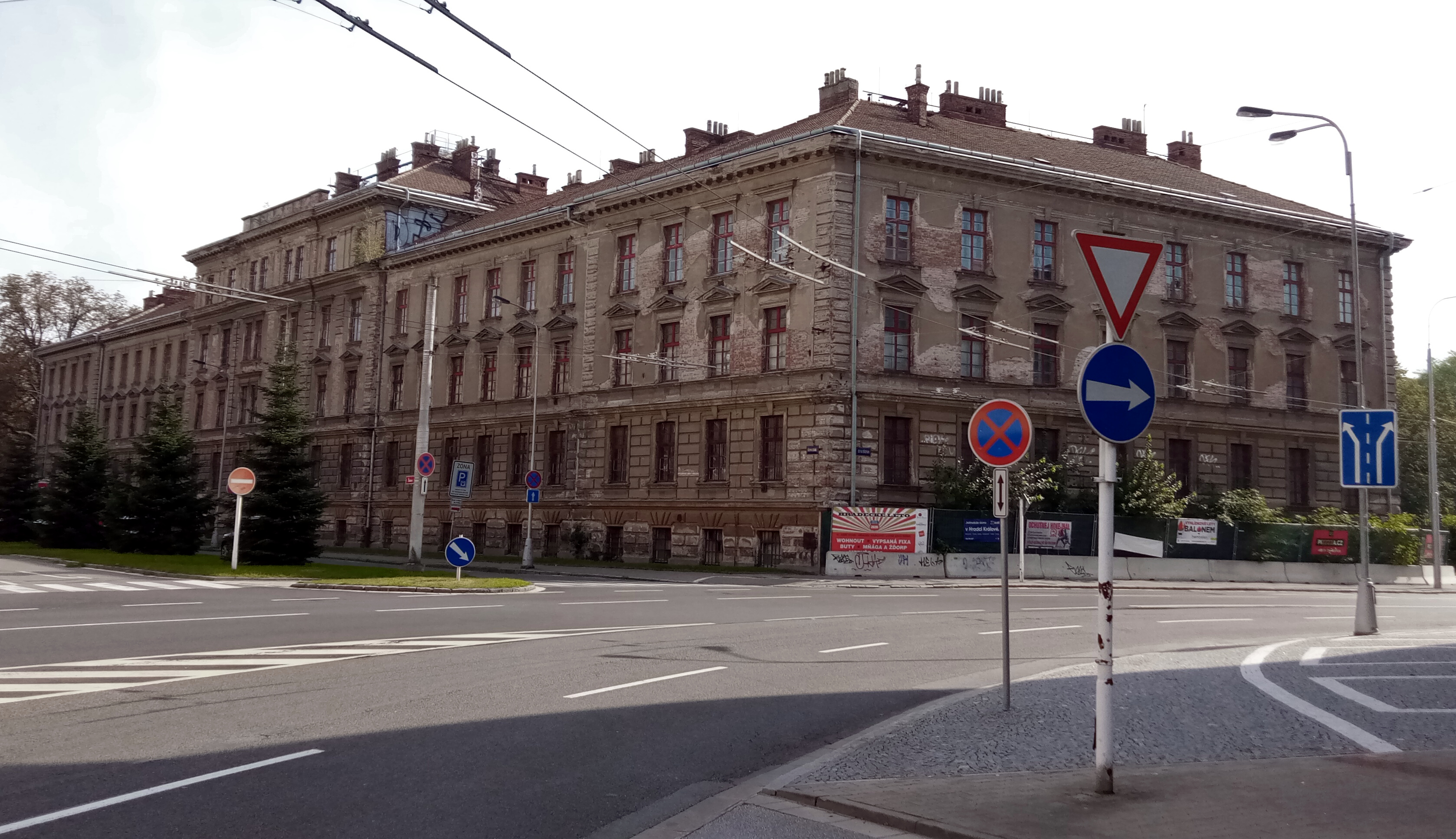
Vrbenského kasárna v roce 2020

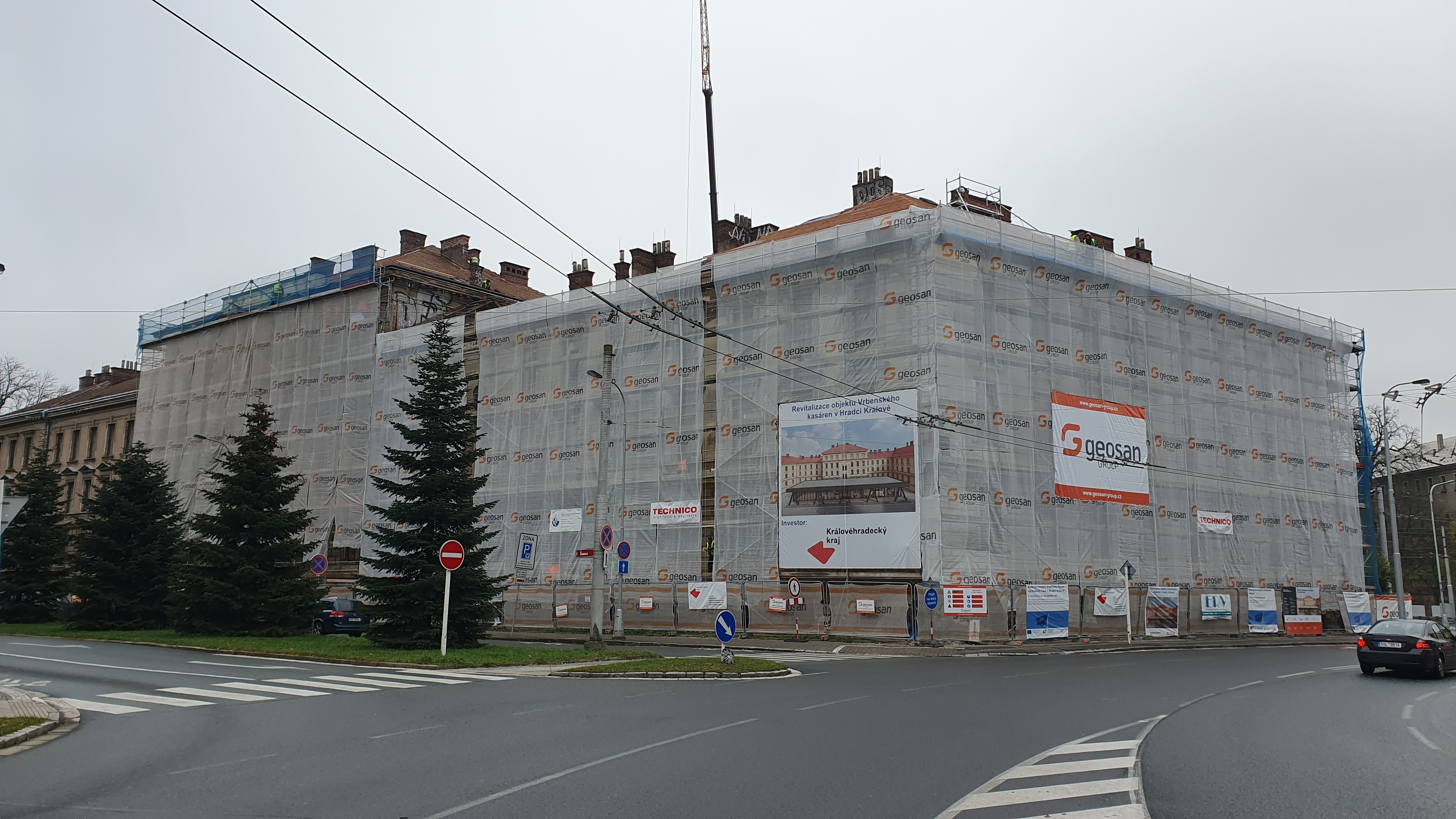
Vrbenského kasárna, stav v listopadu 2024

Vrbenského kasárna jsou pojmenována po novináři a politikovi Bohuslavu Vrbenském (mj. prvním československém ministru výživy lidu). Vrbenského kasárna jsou zmíněna v knize Jiřího Kučery „Bílí baroni aneb, Zlatá klec“. Kasárna dlouhodobě sloužila armádě. 
V 60. letech 20. století v budově sídlila knihovna Vojenského lékařského informačního střediska v Hradci Králové. Jednalo se o součást tehdejšího Vojenského lékařského výzkumného a doškolovacího ústavu (VLVDÚ) Jana Evangelisty Purkyně. Jeho nástupnickou organizací je Fakulta vojenského zdravotnictví Univerzity obrany (FVZ UO) v Hradci Králové.
V prosinci 2008 odsouhlasila převod kasáren na město vláda ČR. V roce 2009 byla budova převedena do majetku města Hradce Králové. Armáda ČR budovu uvolnila v dezolátním stavu. Následně radnice budovu v létě 2010 nabídla k prodeji soukromníkům. Prodej byl zrušen kvůli nízké ceně. Žádný ze zájemců nenabídl více než tři miliony korun.
V roce 2011 město odmítlo prodat budovu za 18 mil. Kč společnosti Dolfin Real Estate, která chtěla areál využít na administrativní prostory, které by pronajala technologickému centru. Dalším nerealizovaným nápadem bylo využití úřady: živnostenským odborem, správou nemovitostí, technickými službami a městskou policií. V roce 2012 radnice zrušila projekt na přestavbu, údajně kvůli příliš vysoké finanční náročnosti.

### Budova jako součást Muzea východních Čech
Již mezitím v roce 2015 vzniklo první rozhodnutí Královéhradeckého kraje o zahájení stavebně-technické přípravy záměru za účelem rekonstrukce s vytvořením prostor pro potřeby krajského Muzea východních Čech.
V roce 2017 bylo oznámeno, že rekonstrukce má stát až 150 mil. Kč. Tehdy byly také představeny plány na novou přírodovědnou expozici zabírající dvě patra budovy, která měla být rozdělena do šesti základních témat, mj.
- Země v pohybu (geologie a paleontologie)

- Třídíme přírodu (systematická biologie, tvarová, velikostní a barevná rozmanitost regionu)
- Proměny prostředí pod vlivem člověka
- Poklady Královéhradeckého kraje

Projekt měl být nazván MEMbrána podle propustného ochranného obalu přírodnin, jelikož taková měla být i expozice.

V roce 2019 byl odsouhlasen plán na vytvoření expozic Muzea východních Čech (přírody severovýchodních Čech, archeologická expozice dějin východních Čech, krajský depozitář, podzemní expozice Kavalíru č. XXXIII).

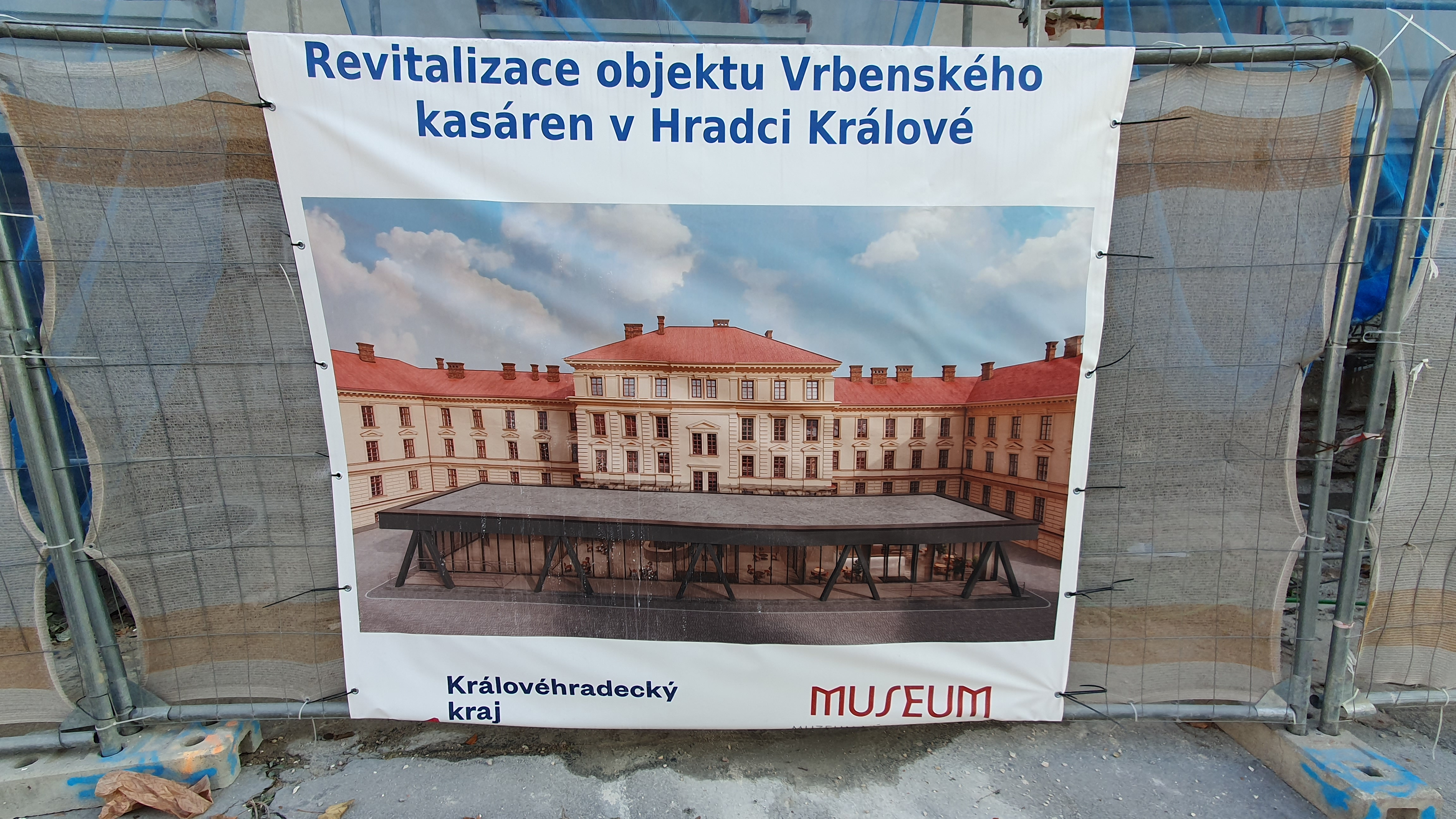
Infoplachta o rekonstrukci

#### Úpravy a rekonstrukce
Na rekonstrukci budovy Gayerových kasáren ve správě Muzea východních Čech navazuje rozsáhlá oprava Vrbenského kasáren, jejíž cena byla v roce 2021 odhadnuta na 350 až 450 milionů Kč. Kasárna byla sice od roku 2009 v majetku města Hradce Králové, nicméně město pro ně nenašlo využití a o budovu projevil zájem Královéhradecký kraj. Proto v únoru 2023 město darovalo budovu právě Královéhradeckému kraji. Ten započal stavební práce za 341 mil. Kč v červnu 2024. Celková výše investice včetně vybavení přesahuje půl miliardy Kč. Z rozpočtu kraje má jít přibližně 190 milionů korun. Stavební práce mají skončit v roce 2025. V letech 2026–2027 má být do budovy pořizováno vybavení a má proběhnout realizovat expozic.
Rekonstrukce je financována ze čtyř dotací:
- Ministerstvo kultury ČR, Národní plán obnovy na vytvoření Centra kreativního muzejnictví Královéhradeckého kraje 55 milionů korun (Toto centrum pod správou a odborným vedením krajského Muzea východních Čech v Hradci Králové bude určené pro odborníky i laickou veřejnost. Bude zajišťovat speciální expozice, vzdělávací a zážitkové kurzy či workshopy.[44])
- Státní fond podpory investic, Národní plán obnovy na energeticky účinnou revitalizaci objektu 243 milionů korun
- Ministerstvo pro místní rozvoj ČR, IROP2, dva projekty:
  - výzva ITI Hradecko-pardubické aglomerace, strategický záměr aglomerace, 179 mil. Kč na stavební úpravu prostor pro instalaci expozic a pořízení přírodovědecké expozice
  - individuální výzva IROP2 pořízení archeologické expozice 26 milionů korun

Rekonstrukce má vyřešit nedostatečné prostory pro činnost Muzea východních Čech pro odbornou práci i pro expoziční prezentaci sbírkových předmětů. V plánu jsou nové expozice Muzea východních Čech. V rámci budovy má vzniknout přírodovědecká expozice (největší svého druhu v Česku) a expozice dějin člověka od předchůdců lidí až do poloviny 19. století. Jedno z křídel bude sloužit kulturně-kreativnímu centru, které má propojit muzejníky, školy, spolky i kreativce ze soukromého sektoru. V přízemí mají být dva výstavní sály, další dvě patra budou určena pro vzdělávání muzejních pracovníků z celého kraje.
Cílem je z celého kasárenského areálu vytvořit muzejní kampus. Podle informací z roku 2021 tam, kde jsou obchodníci, by v budoucnu mohla být pobočka Národního technického muzea.
Po rekonstrukci budou k dispozici čtyři nadzemní podlaží v centrální části, tři nadzemní podlaží v bočních křídlech, a jedno podzemní podlaží. Centrální prosklená přístavba bude mít jedno nadzemní podlaží ukončené plochou střechou. Přístavba bude na původní objekt navazovat pomocí proskleného krčku.

## Budova č.p. 335 s parčíkem

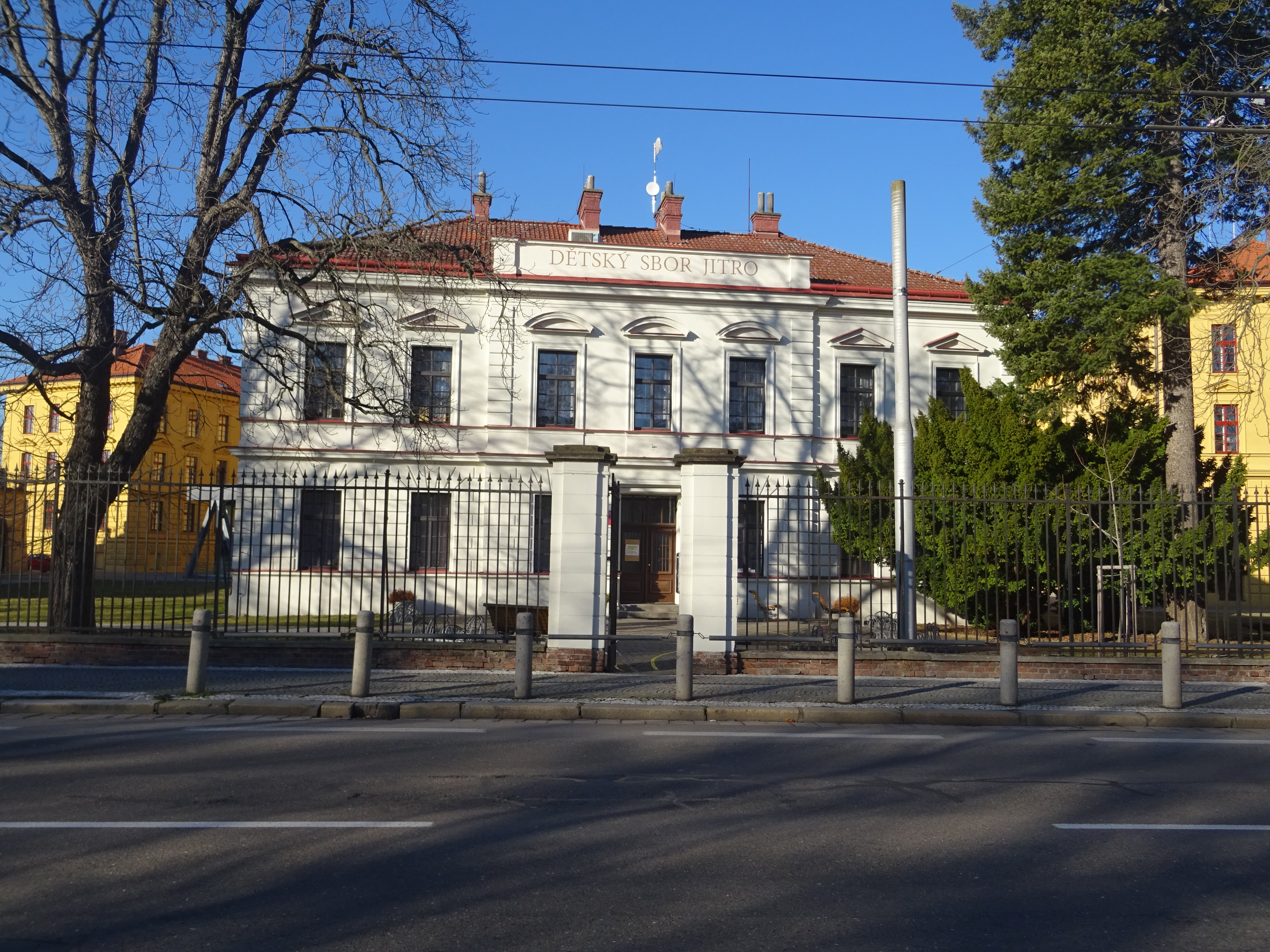
Budova č.p. 335

Jedná se o jednu ze dvou původních generálských vil.
V budově v ulici Československé armády sídlí základní umělecká škola Jitro zaměřující se na hudbu.

Část se vzrostlými stromy u hudební školy byla upravena na malý park s relaxační zónou pro děti i dospělé. V rámci úprav v roce 2008 vznikly tři výrazné barvené sochy tanečníků od Alexandry Koláčkové.

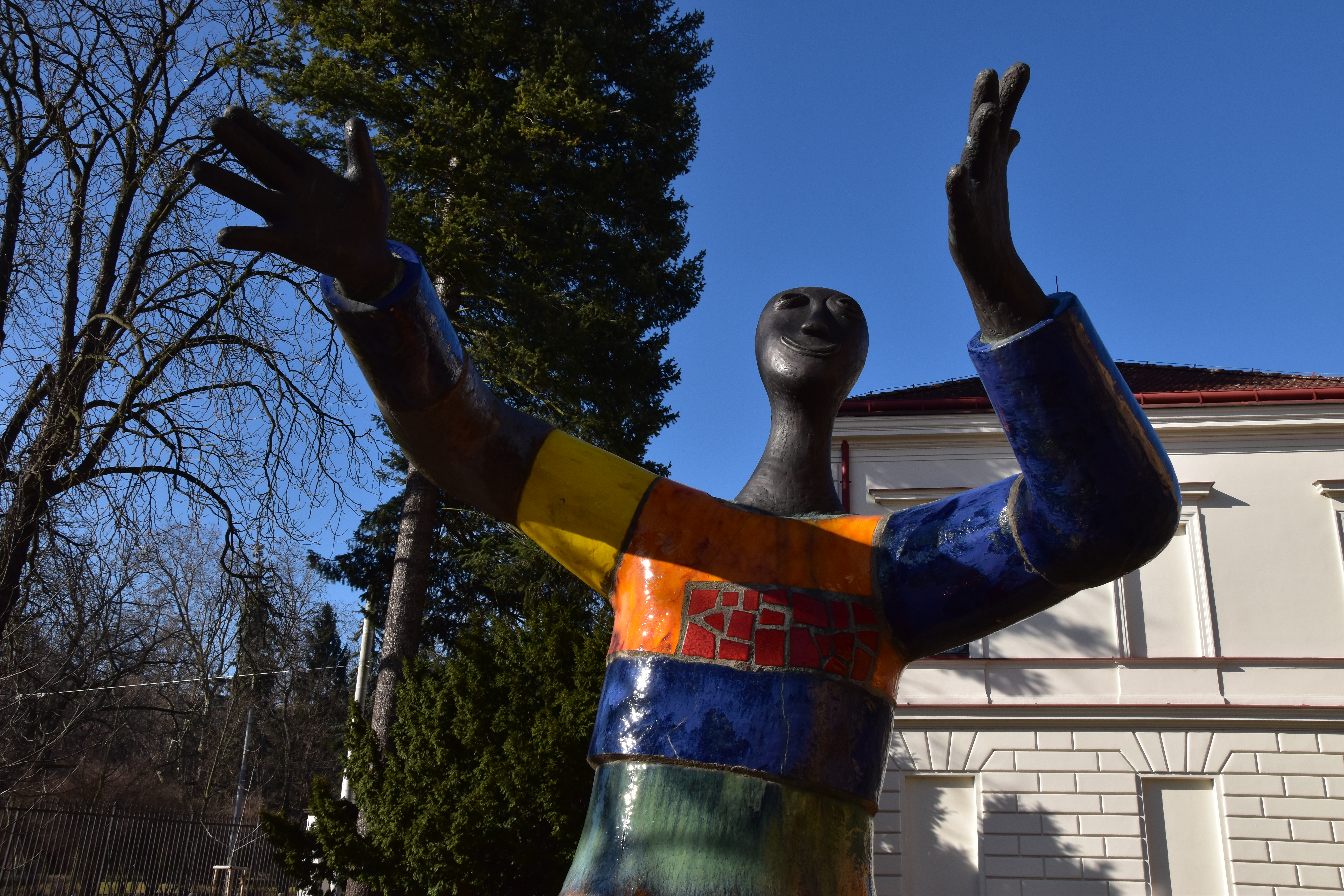
Jedna ze skulptur, v pozadí budova č.p. 335
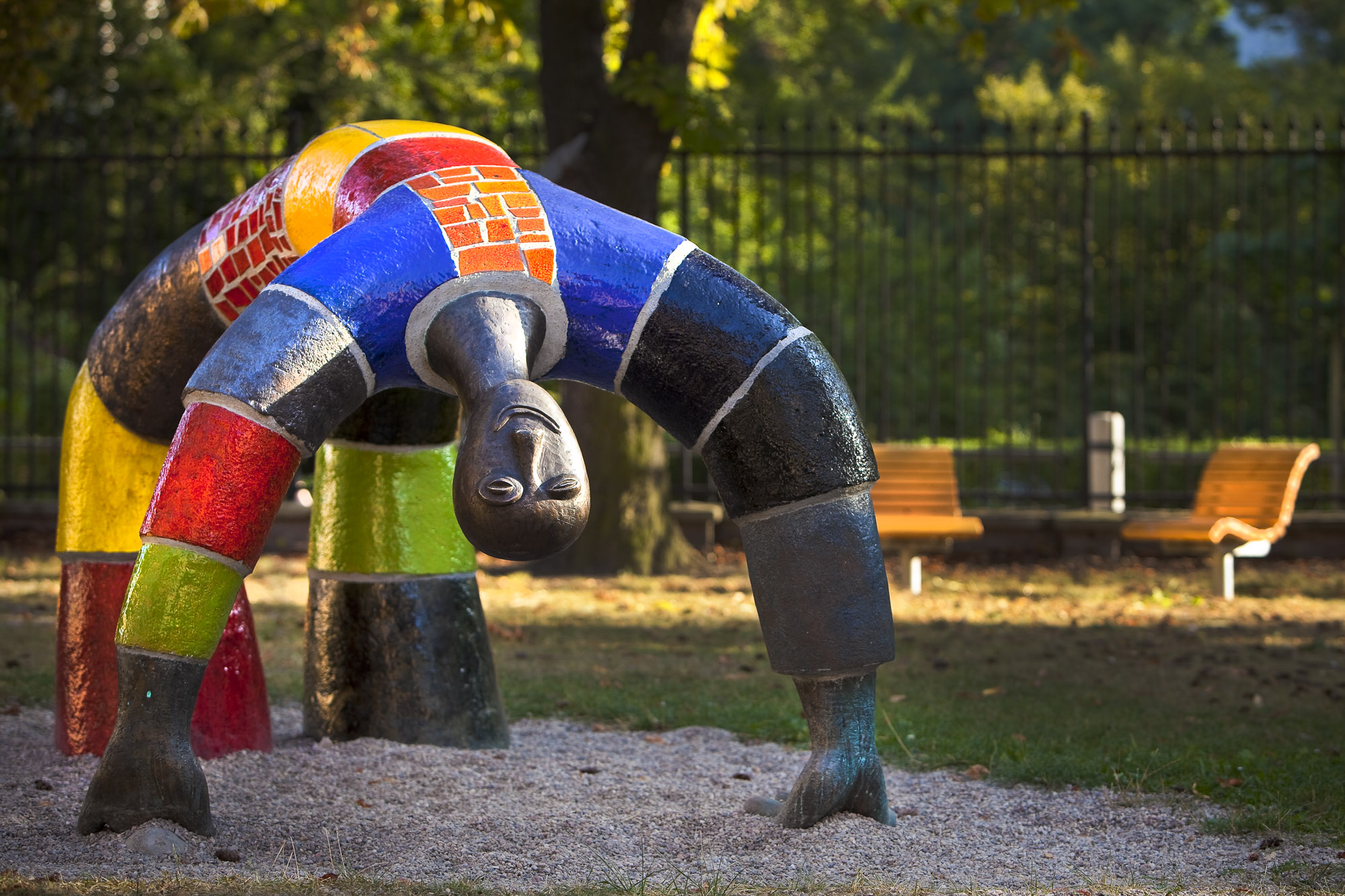
Jedna ze skulptur v parčíku

## Budova č.p. 332

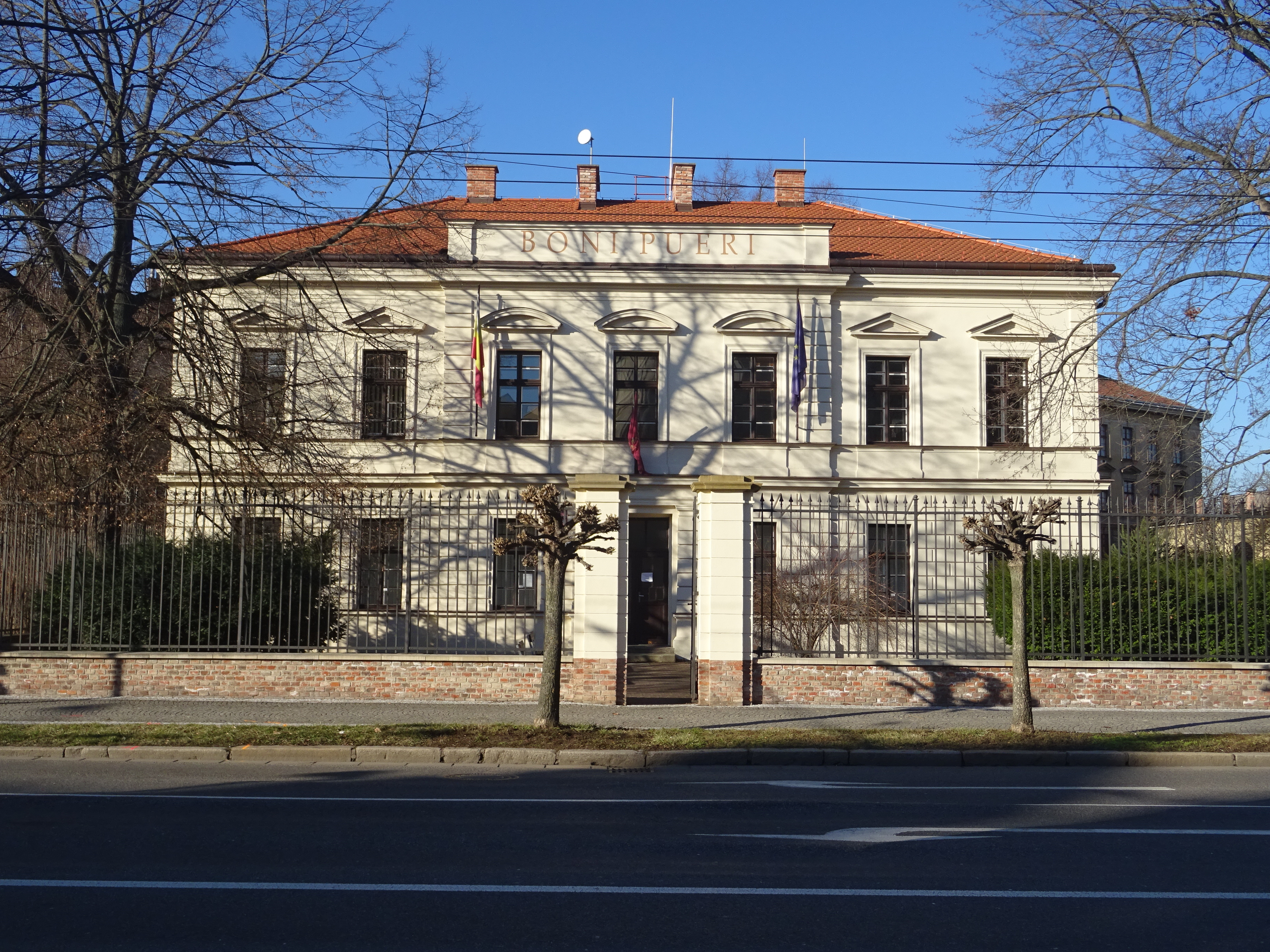
Budova č.p. 332

Jedná se o jednu ze dvou původních generálských vil.
Od roku 2013 sídlí v této budově v ulici Československé armády základní umělecká škola s chlapeckým pěveckým sborem Boni pueri. Město pronajalo sboru budovu na 50 let. V roce 2013 došlo k rekonstrukci interiérů a roku 2014 došlo k rekonstrukci vnějšího pláště budovy.
U budovy, se na křižovatce ulic Divišova a Československé armády nachází památník padlým legionářům 4. střeleckého pluku Prokopa Velikého.

## Parkovací dům

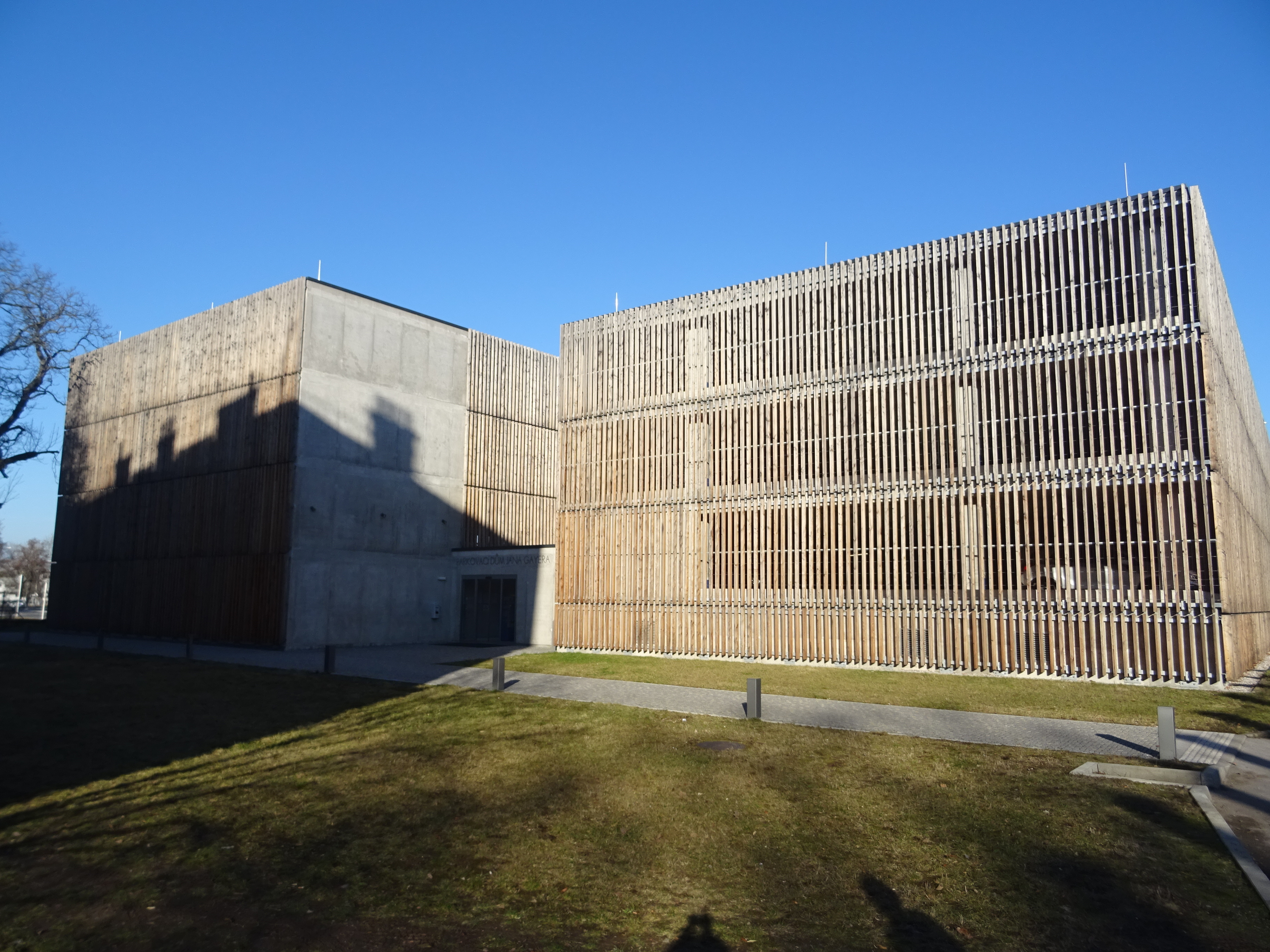
Parkovací dům Jana Gayera

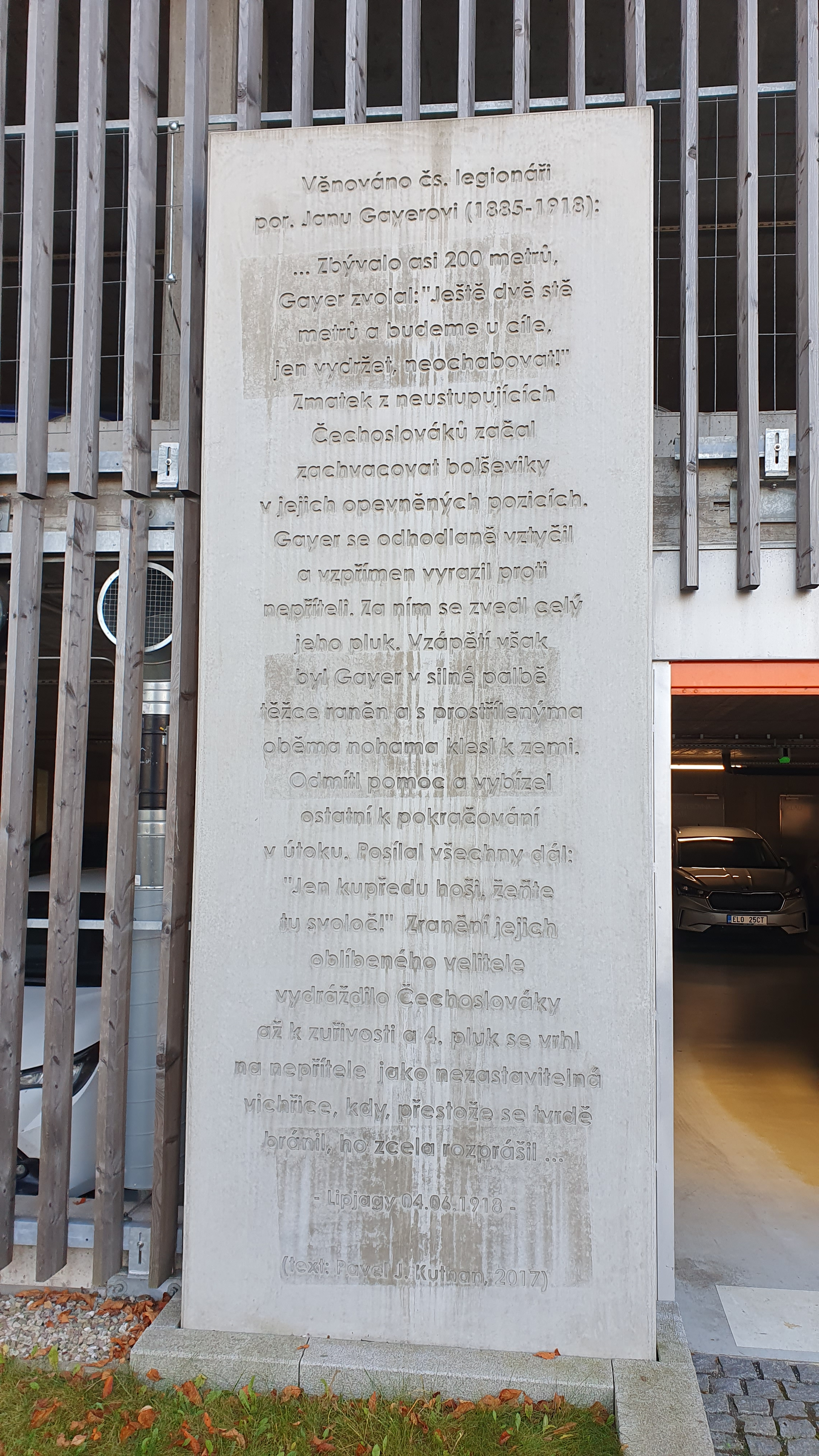
Nápisy u vjezdu do parkovacího domu

V druhé polovině 20. století vznikl mezi hlavními historickými kasárenskými budovami přístavek, který využívala veterinární klinika či městské technické služby. Po zbourání a provedení archeologických průzkumů nahradil tuto stavbu parkovací dům, který byl v červnu 2019 jako Parkovací dům Jana Gayera uveden do provozu. Nabízí 284 parkovacích míst. Původní projekt musel být kvůli archeologickým nálezům upraven.

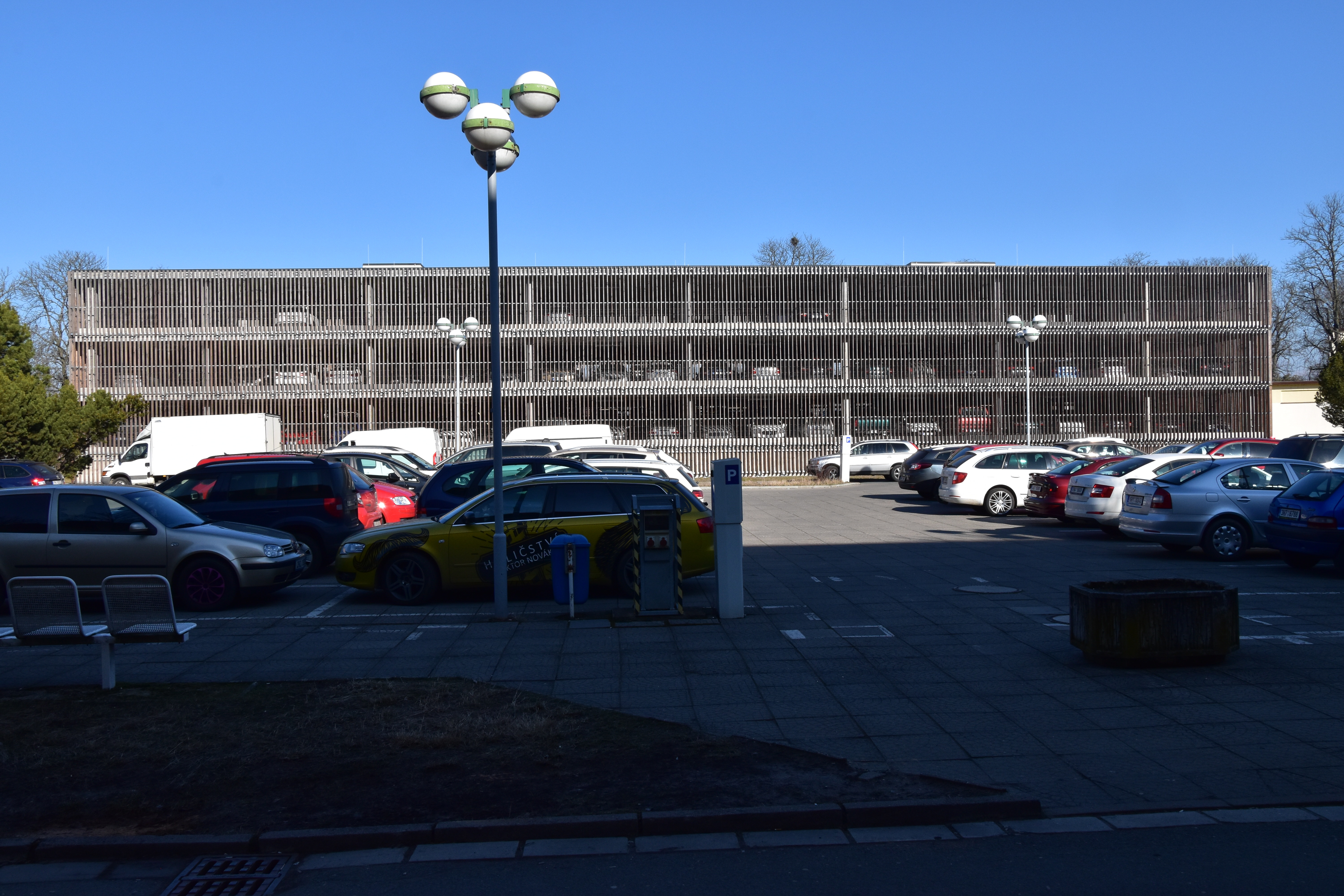
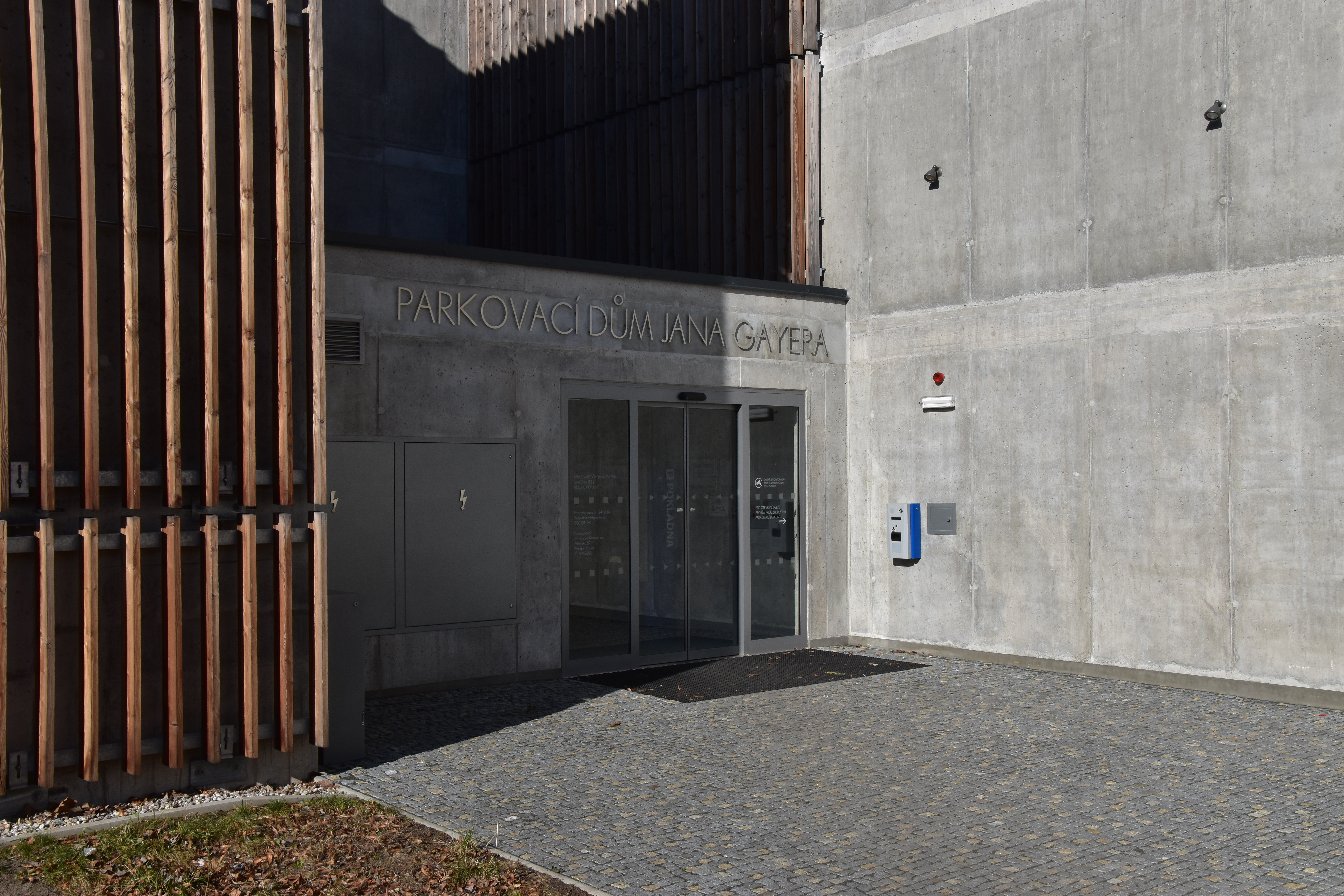
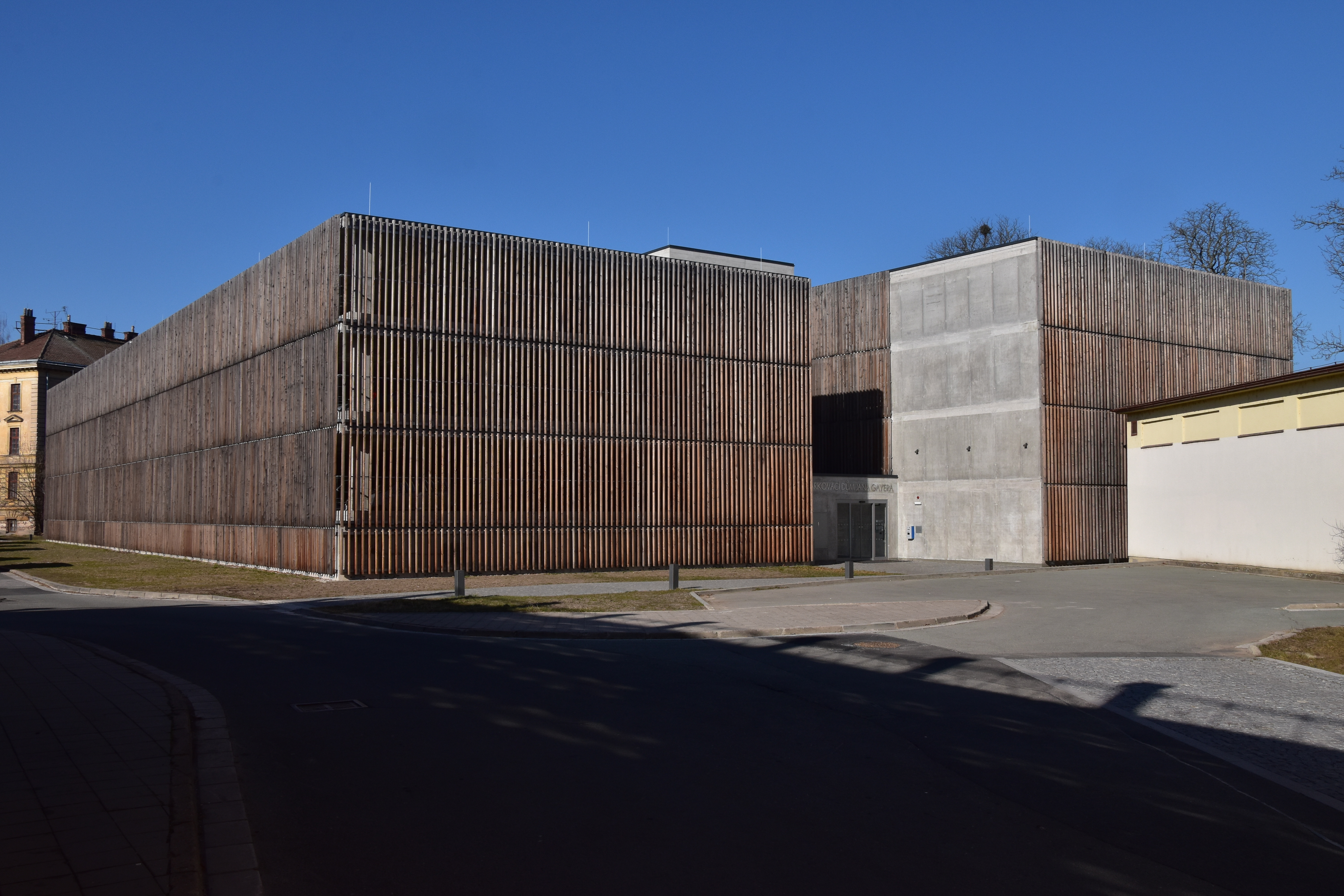

### Archeologický výzkum
Od konce roku 2017 došlo k provedení prvního rozsáhlého archeologického průzkumu v prostoru areálu Gayerových kasáren. Tento terénní průzkum předcházel výstavbě moderní parkovací budovy a podařilo se při něm objevit část bývalého kavalíru – kasematní budovy, součásti bastionové pevnosti z doby baroka. Pevnost Hradec Králové byla jednou z nejvýznamnějších v Čechách a zde nalezená část patří k jejím stěžejním archeologickým lokalitám. Dochovala se totiž část nadzemních zdí. Nález zdiva kavalíru výrazně rozšířil znalosti o způsobu demolice objektů po zrušení pevnosti a odprodeji pozemků i budov městu Hradci Králové v roce 1893.

Původní odkryté zdivo bylo přikryto tkaninou, aby nebylo negativně narušováno vnějšími vlivy. Kavalír byl poté zasypán zeminou a štěrkem, inertními materiály. Parkovací dům stojí na železobetonových pilotech nad archeologicky cennou lokalitou, která má být zpřístupněna veřejnosti. Objekt byl navržen jako dvoudílná obdélná stavba orientovaná delší osou přibližně ve směru východ – západ, a to ve špici někdejšího pevnostního bastionu, podél dnešní Šimkovy ulice.

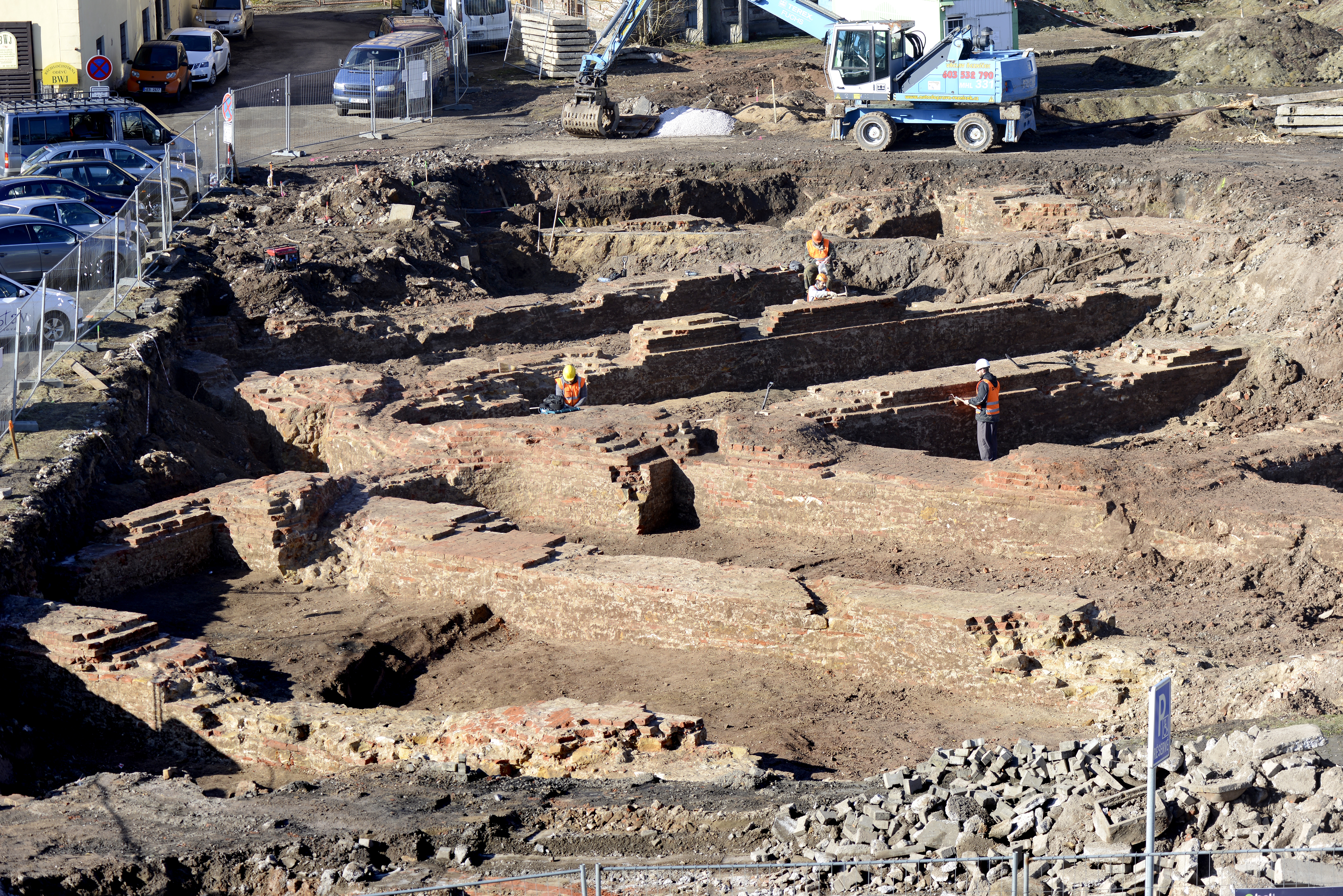
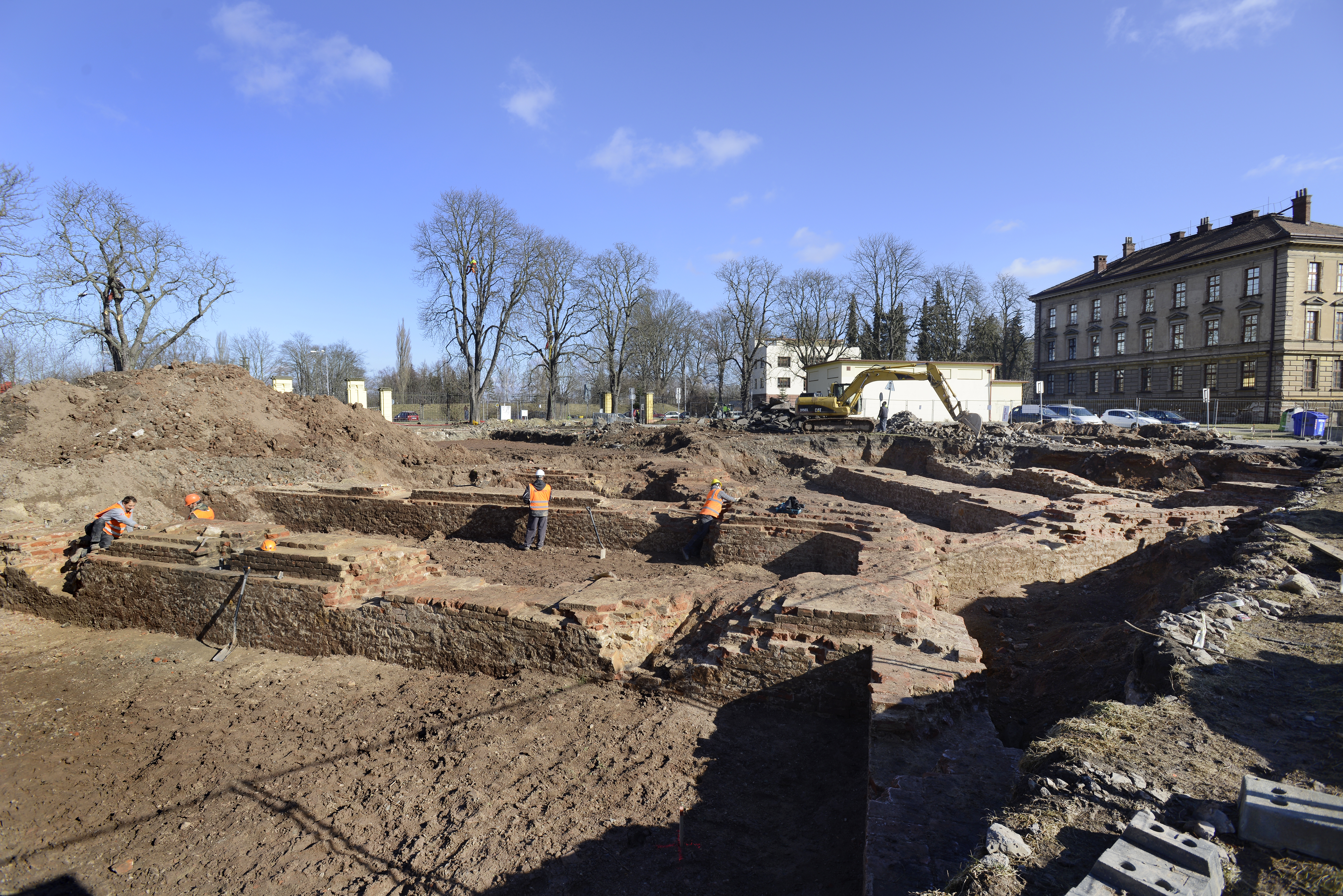
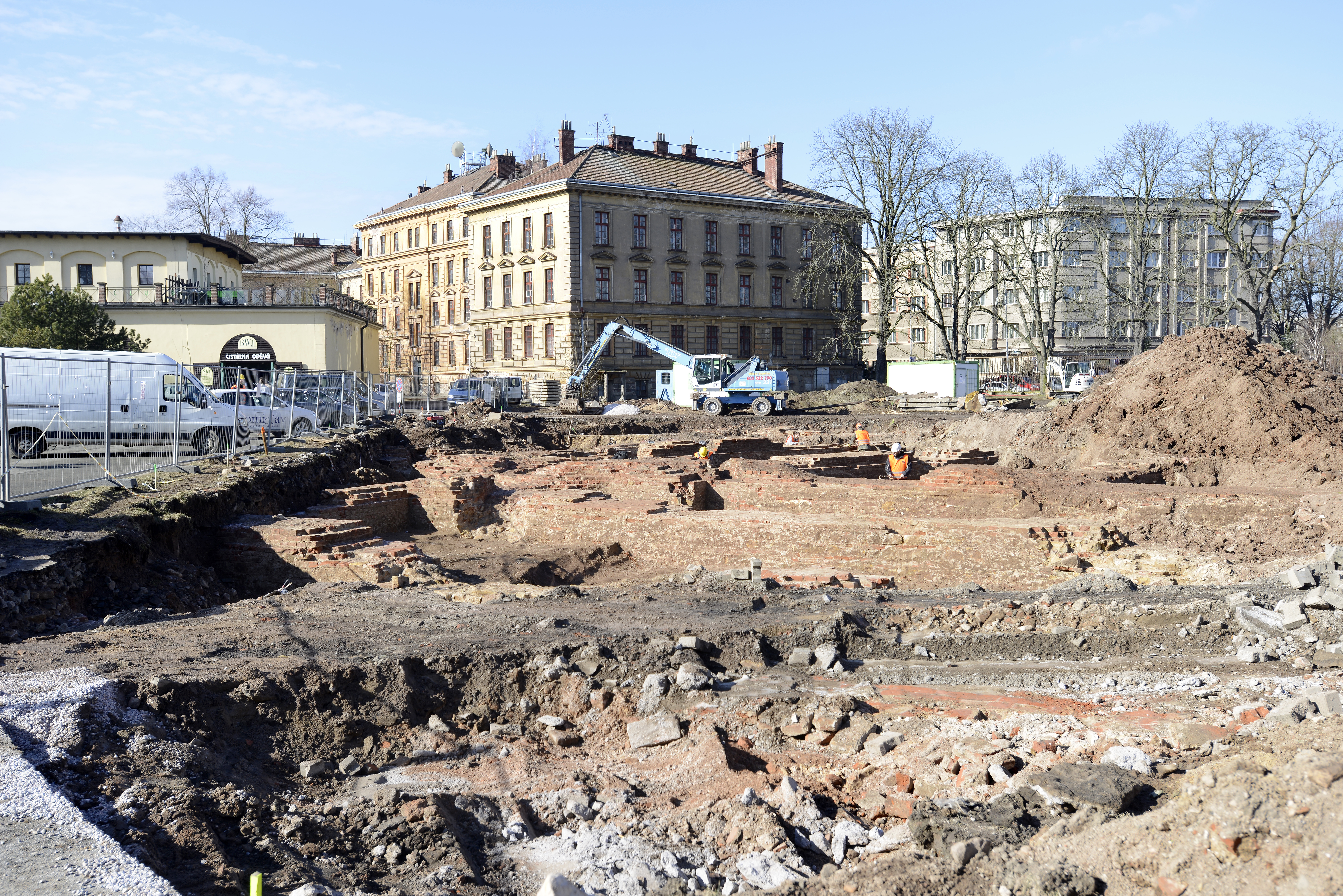
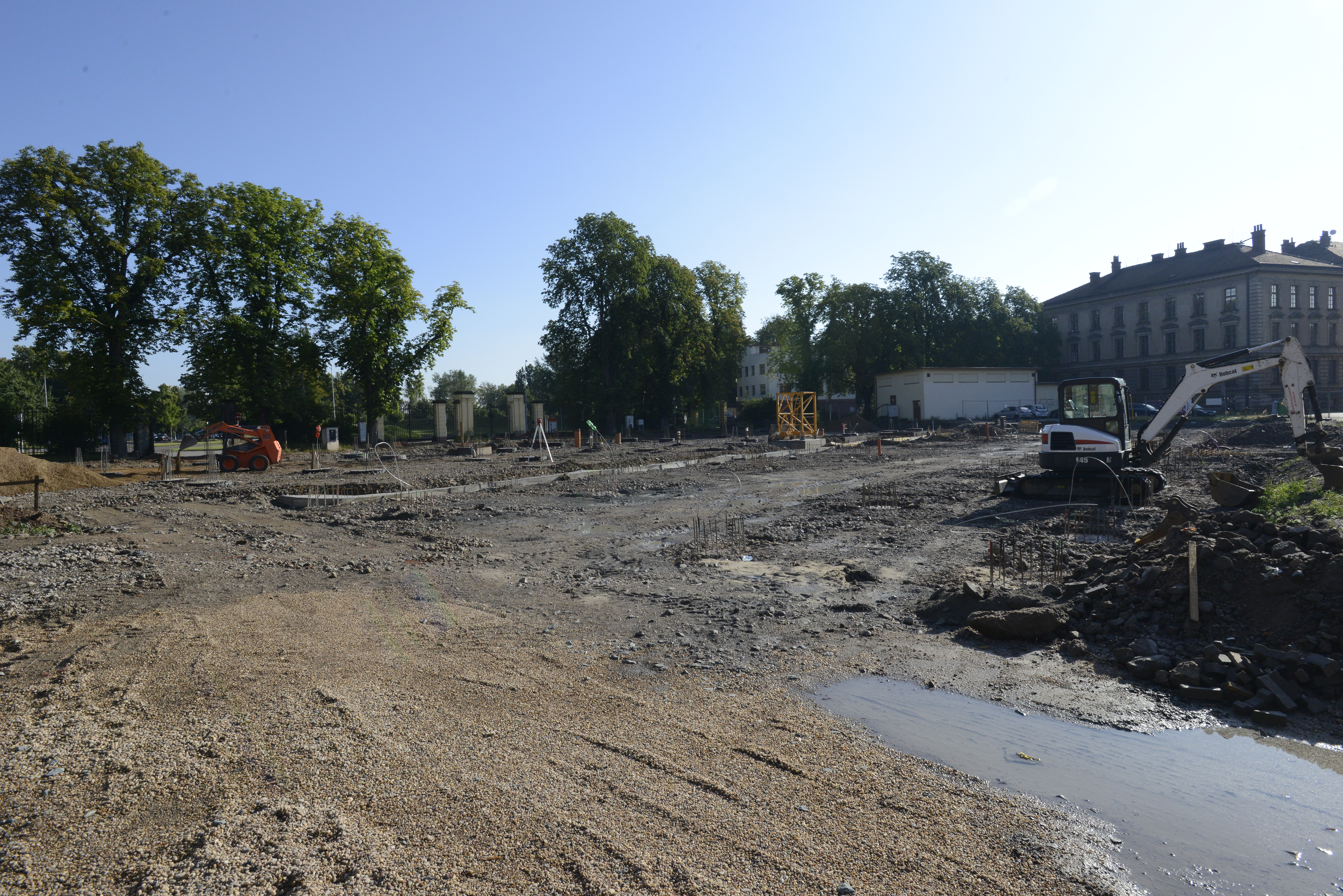